# Rocca di Papa
Rocca di Papa (/ˈrɔkka diˈpapa/, chiamata semplicemente 'A Rocca in molti dialetti dei Castelli Romani) è un comune italiano di 17 949 abitanti della città metropolitana di Roma Capitale nel Lazio, parte della Comunità montana Castelli Romani e Prenestini e sede del Parco regionale dei Castelli Romani.
Anche se l'abitato moderno nacque solo nel Medioevo, il territorio rocchigiano era già stato abitato fin dal I millennio a.C.: Monte Cavo era infatti l'antico Mons Albanus sacro ai Latini, sulla cui vetta sorgeva il tempio di Giove Laziale, e alcuni storici suppongono che sulla sponda orientale del Lago Albano, in buona parte ricadente in territorio rocchigiano, sorgesse la leggendaria capitale latina di Alba Longa. Nel periodo medioevale, fu infeudata ai Conti di Tuscolo, agli Annibaldi, agli Orsini ed infine, tra il 1427 ed il 1870, ai Colonna. Nel 1855, i cittadini rocchigiani si ribellarono ai Colonna e proclamarono l'effimera Repubblica di Rocca di Papa.

## Geografia fisica

### Territorio
Il territorio comunale di Rocca di Papa, con una superficie di 40,18 km², è il terzo dei Castelli Romani per estensione, preceduto solo da Velletri (112,21 km²) e Lanuvio (43,91 km²). Si trova in un'area soggetta anticamente (tra i 600 000 ed i 20 000 anni fa circa) all'attività vulcanica del Vulcano Laziale. La composizione del suolo è dunque in massima parte di materiale di origine vulcanica, con prevalenza del tufo, e di pietre caratteristiche della zona dei Colli Albani come il peperino e la pietra sperone del Tuscolo.
Secondo la Carta Geologica d'Italia redatta dal Servizio Geologico d'Italia la maggior parte del territorio comunale, come le pendici di Monte Cavo ed alcune montagne minori, sono formate da "lapilli, scorielle, areniti pirosseniche" ed altro "materiale piroclastico incoerente o poco coerente", mentre la parte rocchigiana della Valle Latina è formata da "scorie grossolane" ed "agglomerati lavici con banchi alterni di lava ricementati" (ovvero la summenzionata pietra sperone). Il suolo di tipo si è inframezzato in alcuni punti (come sulla sommità del Maschio delle Faete) da "lava in ammassi" e, nel caso specifico del Maschio, da leucite nefelinica.
I Campi d'Annibale sono invece formati da "lapilli e tufi pedogenizzati [...] nelle depressioni interne del recinto Artemisio-Tuscolano" e sono dunque un "riempimento da prodotti piroclastici". Monte Cavo è stato il principale cono vulcanico del Vulcano Laziale nella cosiddetta "seconda fase" della sua esistenza (all'incirca tra i 270 000 ed i 100 000 anni fa): in questo periodo si sono formate alcune tra le montagne più alte del territorio rocchigiano (come Colle Jano). La classificazione di queste zone è descritta come "lave leucitiche di Rocca di Papa" e, per l'area della località Pentima Stalla, "lecutite con olivina". La sponda orientale del lago Albano è classificata, infine, come zona di "manifestazioni eruttive finali" formate da "brecce piroclastiche d'esplosione con lapilli, proiettili leucocratici, ultrafemici, pirosseniti biotitiche, più xenoliti di lave leucitiche e del substrato, facies cineritiche superiormente straterellate, in strati e banchi consolidati rapidamente assottigliatosi allontanandosi dai centri d'emissione", che in una parola indica il peperino.
- Classificazione sismica: zona 2 (sismicità medio-alta)[11][12]

#### Orografia

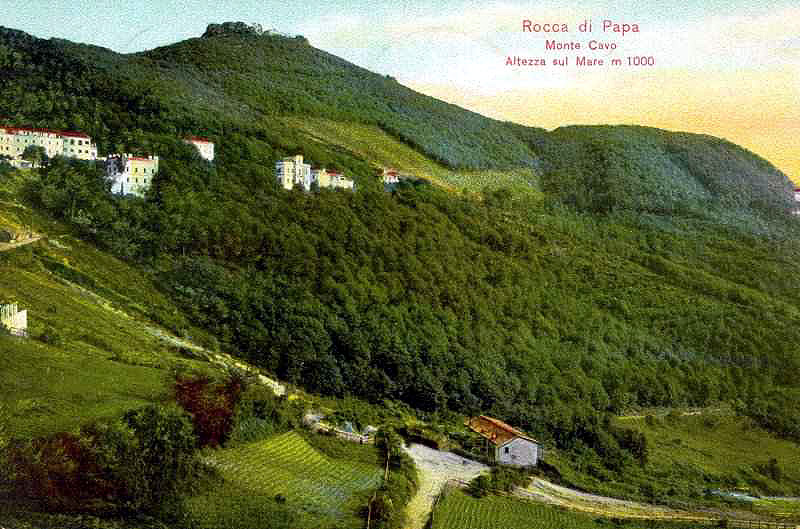
Monte Cavo in una cartolina postale del 1910: l'altitudine viene erroneamente indicata a.

La maggior parte delle montagne attualmente esistenti nel territorio rocchigiano, le più alte del quadrante meridionale della provincia di Roma, si sono formate a cavallo tra la "prima" e la "seconda fase" dell'esistenza del Vulcano Laziale, ovvero dopo il collasso del cratere principale avvenuto 360 000 anni fa in coincidenza del periodo di attività del cratere vulcanico minore di Monte Cavo, attività questa conclusasi 100 000 anni fa.
La montagna più alta del territorio è il Maschio delle Faete (956 m s.l.m.), cima principale della catena dei monti delle Faete, ciò che rimane della parete orientale del grande cratere del vulcano. Seguono nell'ordine Monte Cavo (949 m) e Colle Jano (930 m), mentre superano i 600 m una decina di altre alture, tra le quali l'altopiano dei Pratoni del Vivaro.
L'altitudine diminuisce in prossimità del lago Albano, dove il convento di Santa Maria ad Nives di Palazzolo si colloca a 555 m s.l.m.. Il punto più basso del comune è Valle Vergine, posta a 502 m a nord-ovest del centro abitato. Per quanto riguarda il centro abitato, il punto più alto, corrispondente all'ex fortezza pontificia, è a 779 m s.l.m. mentre nell'altopiano Campi d'Annibale, alcune zone raggiungono gli 800 m s.l.m.. Il punto più basso a 567 m s.l.m. è in prossimità dell'arrivo della dismessa funicolare per Valle Oscura. In mezzo si trovano il cimitero comunale (604 m), piazza della Repubblica (640 m), il santuario dei Santa Maria del Tufo (675 m) e la parrocchiale di Santa Maria Assunta (691 m).

#### Idrografia

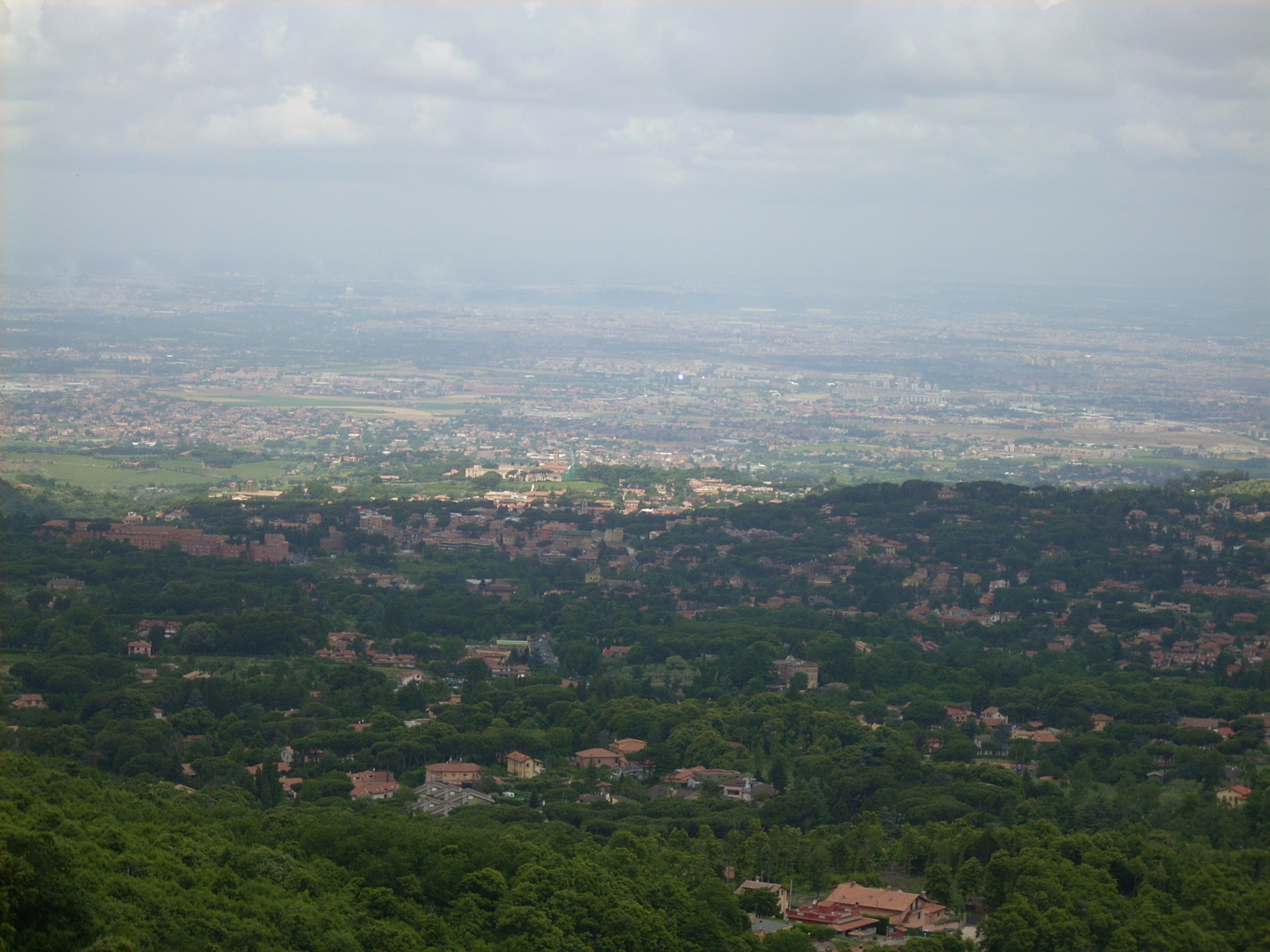
Veduta verso Roma (in lontananza la cupola della Basilica di San Pietro in Vaticano).

Nel territorio rocchigiano affiorano diverse sorgenti d'acqua: in località Malaffitto, presso il convento di Santa Maria ad Nives di Palazzolo, e Fontan Tempesta, dove le sorgenti ricadono in maggior parte rispettivamente nei comuni di Ariccia e Nemi, dal monte Sarapullero e nelle località Domatore, Colle dei Morti e Pratoni del Vivaro ai confini orientali con Rocca Priora e Lariano. Alle falde acquifere di Monte Cavo sono riconducibili le acque affioranti nei territori di Grottaferrata e Marino attraverso i due corsi d'acqua a carattere torrentizio rispettivamente della marana dell'Acqua Marciana e del fosso della Patatona, che si vanno a scaricare in altri fossi presso la zona urbanistica di Morena in comune di Roma, da dove vengono poi convogliati al Tevere poco oltre la Magliana.
Nel tratto del fosso della Patatona prospiciente il cementificio dismesso di via vecchia di Grottaferrata nel territorio rocchigiano, durante i periodi di piena l'acqua bagna mediamente l'80% della superficie dell'alveo per una profondità media di 10 cm. Il fondale è formato in maggior parte da ciottoli e vi si riscontra una discreta quantità di periphyton.

### Clima
Secondo i dati medi del trentennio 1961-1990, in estate Rocca di Papa gode nel complesso di un clima mite: a luglio, che è il mese più caldo, la temperatura massima media è di 24,7°, sensibilmente più bassa rispetto ai 31,5° di Roma, e l'escursione termica giornaliera è di circa 8°. Nella stagione invernale il clima di Rocca di Papa permette diverse precipitazioni nevose, a volte anche di relativa intensità, come nel 2003, e più di recente nel 2010, 2012 e a fine febbraio 2018.
| Rocca di Papa      | Mesi | Mesi | Mesi | Mesi | Mesi | Mesi | Mesi | Mesi | Mesi | Mesi | Mesi | Mesi | Stagioni | Stagioni | Stagioni | Stagioni | Anno |
| Rocca di Papa      | Gen  | Feb  | Mar  | Apr  | Mag  | Giu  | Lug  | Ago  | Set  | Ott  | Nov  | Dic  | Inv      | Pri      | Est      | Aut      | Anno |
| ------------------ | ---- | ---- | ---- | ---- | ---- | ---- | ---- | ---- | ---- | ---- | ---- | ---- | -------- | -------- | -------- | -------- | ---- |
| T. max. media (°C) | 6,3  | 7,2  | 10,0 | 13,4 | 17,2 | 22,2 | 24,7 | 24,5 | 21,3 | 17,3 | 11,7 | 8,1  | 7,2      | 13,5     | 23,8     | 16,8     | 15,3 |
| T. min. media (°C) | 1,2  | 1,6  | 3,4  | 6,5  | 9,4  | 13,8 | 16,6 | 16,8 | 13,9 | 10,9 | 5,9  | 2,9  | 1,9      | 6,4      | 15,7     | 10,2     | 8,6  |

- Classificazione climatica: E (14 ore di accensione giornaliera massima degli impianti di riscaldamento dal 15 ottobre al 15 aprile).[11]

## Origini del nome
La prima menzione del toponimo attuale del paese - in lingua latina Roccam de Papa - risale al 1181, durante il pontificato di papa Lucio III, il quale rivendicava la sovranità pontificia sul castello.
Il toponimo "Rocca di Papa" lascerebbe supporre che la fortificazione medioevale attorno a cui si sviluppò l'abitato abbia avuto a che fare direttamente almeno con un papa. Carlo Bartolomeo Piazza ipotizza che la rocca sia stata fondata da un Papa, mentre Athanasius Kircher è del parere che il toponimo derivi "a captivitate cuiusdam Pontificis", dalla prigionia di qualche papa nella rocca. Gaetano Moroni invece ipotizza come probabile l'ipotesi che papa Celestino III, mentre i cittadini romani distruggevano Tusculum, concesse sicuro rifugio ai tuscolani presso questa rocca. Il Moroni ricorda pure che è opinione di alcuni che il paese si chiami così perché la Fortezza Pontificia fu restaurata sotto il pontificato di papa Paolo III. Sempre il Moroni ipotizza che "Papa" altro non sia che la corruzione italiana del latino "Fabia" (attraverso le storpiature "Fapia" e "Papia"): difatti Gaio Plinio Secondo nella Naturalis historia menziona, fra le popolazioni del Lazio sue contemporanee, anche i "Fabienses in monte Albano".

## Storia

### Età antica
Secondo alcuni studiosi, l'antica Alba Longa, leggendaria capitale latina fondata da Ascanio figlio di Enea, sarebbe stata collocata lungo il versante orientale del Lago Albano, in territorio di Rocca di Papa, proprio ai piedi di Monte Cavo. Tale ipotesi sarebbe confermata, secondo lo studioso locale Girolamo Torquati, dalla presenza in località Prato della Corte, ai confini col Comune di Marino, del Locus Ferentinus, luogo d'adunanza della Lega Latina identificato col foro di Alba Longa.
Sicuramente, sulla sommità dell'attuale Monte Cavo, allora denominato Mons Albanus, sorgeva il tempio di Iuppiter Latialis, Giove Laziale, che era il santuario confederale della Lega Latina nonché uno dei più importanti del Latium vetus: al santuario terminavano, in età romana, le ovationes, cioè le versioni minori dei trionfi, che si snodavano lungo la Via Sacra. Inoltre, alle pendici meridionali di Monte Cavo, sorgeva probabilmente l'abitato latino di Cabum.
Durante la seconda guerra punica, il condottiero cartaginese Annibale marciò su Roma (circostanza da cui il noto detto "Hannibal ad portas", per indicare un'incombenza) accampandosi a meno di venti miglia dall'Urbe, in una località ai piedi di monte Cavo, denominata ancora oggi Campi d'Annibale. Da questa postazione, Annibale assediò anche la vicina Tusculum, senza però riuscire ad espugnare la cittadella latina. La vicenda, non del tutto chiara (si ritiene infatti che il nome "Campi d'Annibale" derivi dalla famiglia degli Annibaldi proprietaria del feudo e non già dal nome del condottiero cartaginense) fu ampiamente descritta da Antonio Nibby in una sua opera del 1819.

### Il Medioevo
Dopo la caduta dell'Impero romano d'Occidente, il territorio rocchigiano diventò probabilmente una proprietà della Chiesa cattolica, come la maggior parte dei territori circostanti, che furono organizzati tra l'VIII ed il IX secolo in "patrimonia" e "massae". In seguito, a partire dal X secolo, l'intera area dei Colli Albani e dei Monti Prenestini entrò nell'orbita della potente famiglia baronale romana dei Conti di Tuscolo: questa famiglia, che aveva la propria roccaforte nella vicina Tusculum, esercitò il proprio strapotere su Roma tra il 999 ed il 1179 attraverso il malcostume del "papato di famiglia". Ad ogni modo, è probabile che furono essi i primi a fortificare la nascente Rocca di Papa, come già fecero anche a Marino e Nemi.
La prima menzione del paese risale al 1181 (o secondo altri al 1183), durante il pontificato di papa Lucio III, quando questo papa occupò militarmente il castello togliendolo alla proprietà del Comune di Roma (cui era pervenuto per vie misteriose) ed incamerandolo ai beni della Camera Apostolica. Nel Chronicon Sublacense, la cronaca anonima del monastero benedettino del Sacro Speco di Subiaco, Rocca di Papa viene nuovamente citata nel 1090: nel passo si parla di un matrimonio tra le due figlie di Agapito dei Conti di Tuscolo e due esponenti della nuova nobiltà romana di estrazione borghese, Oddone Frangipane ed Annibaldo Annibaldi. Come dote, una figlia portò ai Frangipane i feudi di Marino, Rocca di Papa e Monte Compatri, l'altra invece diede agli Annibaldi i feudi di Rocca Priora, Monte Porzio Catone e Molara. A tutti gli effetti comunque questa informazione potrebbe essere falsa ed il passo del Chronicon interpolato successivamente, almeno secondo l'illustre opinione dello storico Giuseppe Tomassetti, allo scopo di dare una validità legale a un'occupazione indebita dei predetti feudi eseguita manu militari dai Frangipane e dagli Annibaldi dopo la decadenza dei Conti di Tuscolo e la distruzione della loro roccaforte (1191).
Nel 1235 la Camera Apostolica concesse al Comune di Roma il feudo di Rocca di Papa, in pegno di 5 000 provisini: tuttavia già negli anni cinquanta del Duecento il castello passò tra le proprietà del cardinale Riccardo Annibaldi, che ne risulta signore nel 1266 e certamente nel 1272. Il cardinale Annibaldi si adoperò per consolidare i dominii della propria famiglia sui Colli Albani, acquisendo diversi castelli dislocati lungo la Valle Latina come il Borghetto di Grottaferrata, Molara, "Gerusalemme", e sul lago Albano Malaffitto, acquistato nel 1277.
L'anno 1328 viene ricordato per l'assedio dell'imperatore Ludovico il Bavaro, le cui tracce rimangono tuttora nei colori del gonfalone cittadino (bianco e azzurro).
All'epoca dell'inizio dello Scisma d'Occidente (1378-1417) Rocca di Papa risulta appartenere agli Orsini, mentre nel 1391 e nel 1411 sono gli Annibaldi a tornare in possesso del feudo. Nel 1427 tuttavia la proprietà del castello viene acquistata dai Colonna, che spalleggiati da papa Martino V (al secolo Oddone Colonna) estenderanno il proprio dominio sui Colli Albani acquistando Marino (1419), Frascati (1422), Genzano di Roma e Nemi (1425), Molara (1427), e facendosi concedere la commenda dell'abbazia di Santa Maria di Grottaferrata (1428).

### La dominazione dei Colonna

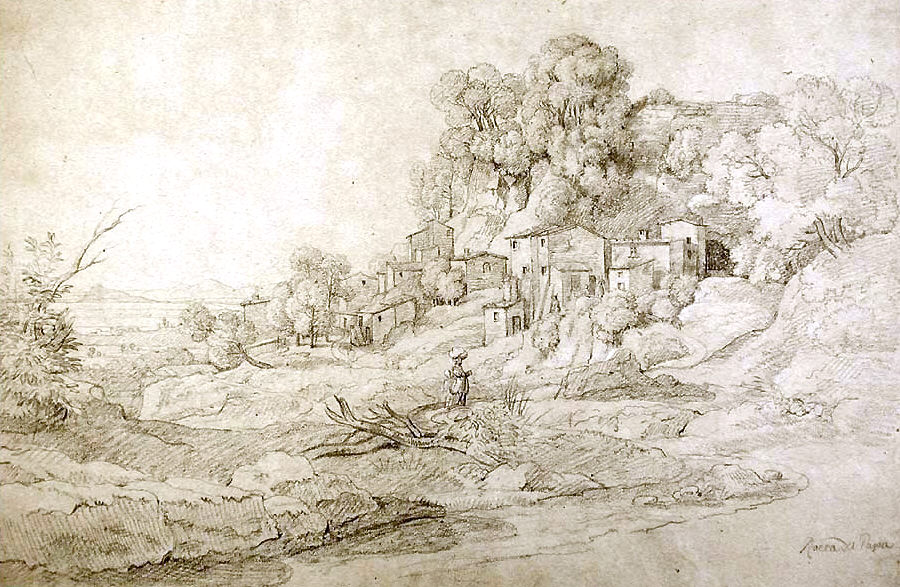
Paesaggio antico del paese (inizio XIX secolo)

Dopo la morte del capofamiglia Giordano Colonna, papa Martino V prese decisamente in mano il governo della famiglia Colonna ed il 1º febbraio 1427 emanò la bolla pontificia "Etsi Prudens", con la quale spartiva una trentina di feudi laziali ed abruzzesi tra i nipoti Antonio, Prospero ed Odoardo Colonna e dichiarava un'altra dozzina di feudi pro indiviso (Capranica, Cave, Ciciliano, Genazzano, Olevano Romano, Palestrina, Pisoniano, Rocca di Cave, San Vito Romano e Serrone). Rocca di Papa fu assegnata a Prospero Colonna, assieme ad Ardea, Frascati, Molara, Monte Compatri e Marino. In seguito, i Colonna dovettero affrontare un logorante scontro con il neoeletto papa Eugenio IV, e tra alterne vicende nel 1436 subirono una dura sconfitta (segnata dalla selvaggia distruzione di Palestrina ad opera del gonfaloniere pontificio cardinale Giovanni Maria Vitelleschi) che comportò l'esilio ed il sequestro dei feudi colonnesi, acquisiti dalla Camera Apostolica fino alla morte di Eugenio IV nel 1448, quando papa Niccolò V riconfermò ai Colonna tutti i loro diritti, beni e privilegi nello Stato Pontificio.
Sia durante la guerra combattuta tra papa Sisto IV e Ferdinando I di Napoli (1482-1485) che durante quella combattuta tra lo stesso sovrano partenopeo e papa Innocenzo VIII (1485-1486) i Colonna e gli Orsini si scontrarono ferocemente, ed i secondi tentarono di assaltare Rocca di Papa per occuparla senza riuscirci. Anche durante la "guerra per il sale" combattuta tra i Colonna e papa Paolo III (1539) il motivo del contendere fu la proprietà di Rocca di Papa, alla fine occupata dall'esercito pontificio e tolta ai Colonna fino al 1549, quando Ascanio I Colonna se ne riappropriò approfittando della morte di Paolo IV. Una nuova occupazione fu subita dal feudo nel 1556, durante la guerra tra papa Paolo IV e la Spagna, poiché i Colonna si erano schierati ancora contro il papa.
A partire dal 1559 iniziò un lungo periodo di pace per i Colli Albani: il feudo fu governato fino al 1584 da Marcantonio II Colonna, l'ammiraglio pontificio vincitore della battaglia di Lepanto del 1571. Egli emanò il nuovo statuto del feudo (i "Capitolati della Terra di Rocca di Papa") nel 1571, a seguire di quelli concessi a Marino nel 1566. Nel 1596, quando vennero valutati i possedimenti dell'eredità di Marcantonio Colonna, i feudi di Marino e Rocca di Papa uniti valevano 472 727 scudi pontifici.
Il cardinal Girolamo Colonna nel 1638 si fece erigere una villa in prossimità del convento di Santa Maria ad Nives di Palazzolo, nota come "villa del Cardinale"; inoltre fu lui a finanziare la costruzione della Collegiata di Santa Maria Assunta, progettata da Antonio Del Grande.
Il 26 agosto 1806 un grave terremoto causò vittime e numerosi feriti in ambito cittadino così come nella vicina Genzano. Nel 1807, durante l'occupazione francese dello Stato Pontificio, Rocca di Papa si costituì cantone.
Il 30 aprile 1855 i cittadini di Rocca di Papa, stanchi della dominazione dello Stato Pontificio e della famiglia Colonna, insorsero e sancirono la nascita di un'effimera Repubblica di Rocca di Papa, la cui durata non è chiara. A Rocca di Papa risiedette il rivoluzionario Leonida Montanari, giustiziato insieme al suo compagno Angelo Targhini da Mastro Titta poiché ritenuti colpevoli di omicidio e cospirazione.

### Età contemporanea

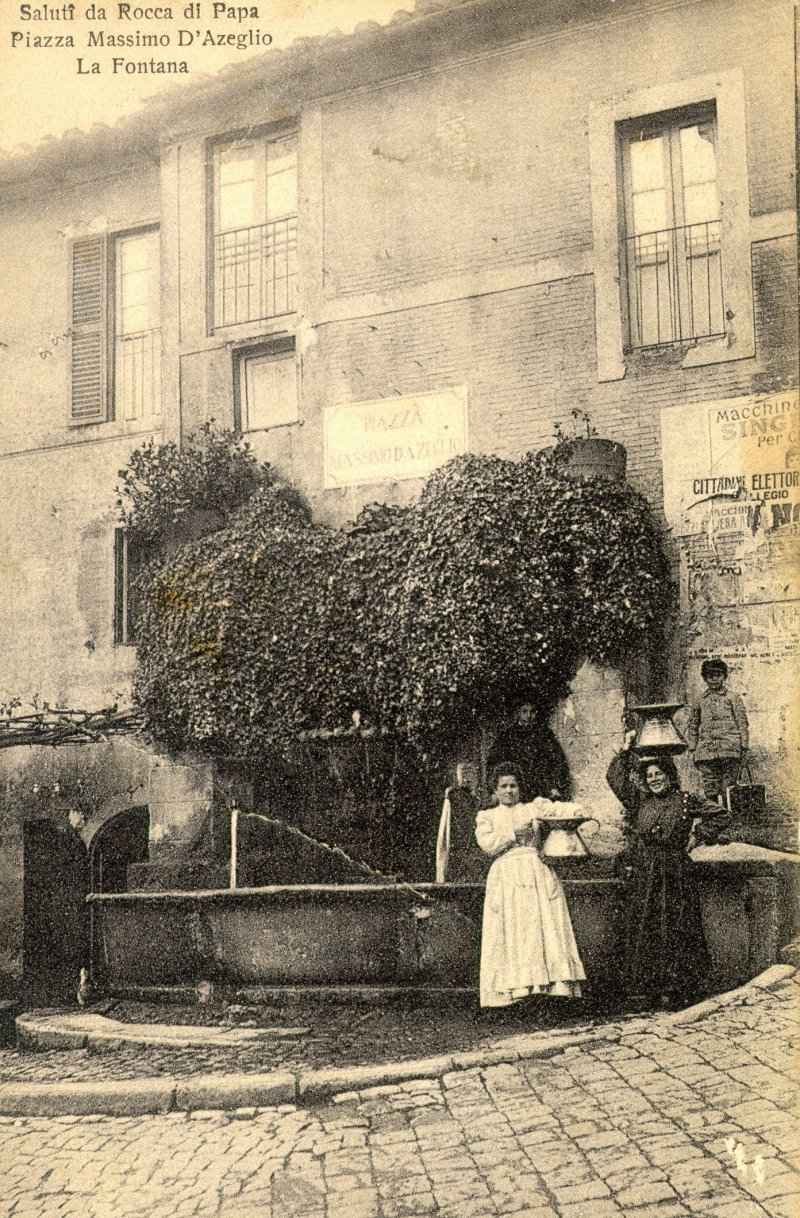
Piazza Massimo d'Azeglio nel 1910

Il 14 luglio 1869 fu eseguita nella piazza di Rocca di Papa la penultima condanna a morte decisa da papa Pio IX. Non fu però Mastro Titta ad eseguirla, bensì il suo successore Vincenzo Calducci, che giustiziò tale Francesco Martini. Durante gli ultimi anni dell'Ottocento ed i primi decenni del Novecento la città ospitò personaggi del cinema mondiale e della cultura; in passato fu anche meta di viaggi di scrittori come Johann Wolfgang von Goethe e Hans Christian Andersen.
Nell'antico edificio della Colonia, ora demolito, negli anni venti del XX secolo venne installato uno dei primi ascensori elettrici europei. Su quella che veniva anticamente chiamata "La Fortezza" (il rifugio di papa Eugenio III) nel 1889 fu costruito l'Osservatorio Geodinamico Reale, che dal 1922 al 1935 ospitò gli esperimenti scientifici sulle trasmissioni radiofoniche di Guglielmo Marconi.
Il fascismo fece la sua comparsa ai Castelli Romani il 27 aprile 1921, quando alcuni squadristi fecero un giro di propaganda che toccò Frascati, Marino ed Albano Laziale. Benché a Rocca di Papa ci furono ben presto fascisti locali, la maggioranza della popolazione non digerì facilmente il fascismo: nel settembre 1922 il popolo reagì in malo modo alle violenze esercitate da una ventina di fascisti romani ai danni dei socialisti e dei popolari, e nel mese successivo i fascisti risposero con un'incursione di massa nel paese per intimidire popolari e socialisti. Già il 3 ottobre 1922, dunque prima della marcia su Roma (28 ottobre) i comunque scarsi fascisti rocchigiani chiesero le dimissioni dell'amministrazione comunale popolare, rassegnate dopo numerose intimidazioni ad assessori e consiglieri solo il 1º novembre, quando ormai la violenza squadrista si era impadronita anche dei comuni di Albano Laziale ed Ariccia e minacciava costantemente le altre amministrazioni, di lì ad un anno tutte costrette alle dimissioni. Si aprì dunque nel fascio rocchigiano una lotta tra la "vecchia guardia" e i nuovi arrivati, tutti transfughi dal Partito Socialista Italiano (come Luigi Sciamplicotti) o dal Partito Popolare Italiano (come Filippo Santovetti).
Nel 1930 fu costruito l'ultimo nucleo urbano del paese, denominato Ribelli, in quanto teatro di furti e rapine ad opera dei farabutti del tempo, detti proprio ribelli. Durante l'epoca fascista Benito Mussolini fu più volte ospite nella cittadina. Nel corso del secondo conflitto mondiale, il paese fu duramente colpito da tre bombardamenti, che danneggiarono molte case e ridussero in macerie la chiesa parrocchiale, oltre a provocare la morte di circa 70 persone.
L'ex-presidente del Consiglio dei ministri della Repubblica Italiana democristiano Alcide De Gasperi nel 1953 prese in affitto una villa in territorio rocchigiano, lungo la strada statale 217 Via dei Laghi: il Comune di Rocca di Papa si offrì di fornire l'allacciamento idrico gratuitamente all'ex-presidente, ma egli con una lettera declinò l'offerta sostenendo di dover contribuire anch'egli al mantenimento del suo nuovo comune di residenza. Il 10 e 11 dicembre 2001 si tenne nella cittadina l'assemblea costituente che sancì la nascita del partito de Democrazia è Libertà - La Margherita.
Il 10 giugno 2019 una fuga di gas provoca un'esplosione all'interno della sede comunale, il cui edificio è collegato ad una scuola dell'infanzia. Il bilancio è di 16 feriti, di cui almeno 3 in condizioni critiche e l'esplosione inoltre provoca il crollo di una piccola parte della facciata del palazzo. Due feriti, il delegato ai servizi cimiteriali Vincenzo Eleuteri e il sindaco Emanuele Crestini, moriranno rispettivamente il 16 e il 20 giugno successivo per la gravità delle ferite riportate.

### Simboli
La descrizione dello stemma di Rocca di Papa è contenuta nel D.P.R. del 17 maggio 2002 firmato dall'allora presidente Carlo Azeglio Ciampi, registrato presso l'Ufficio onorificenze e araldica del Governo italiano nº 44/2002 e trascritto nel Registro araldico dell'Archivio Centrale dello Stato in data 25 maggio 2002:

Lo stesso decreto descrive la forma del gonfalone comunale:

## Monumenti e luoghi d'interesse

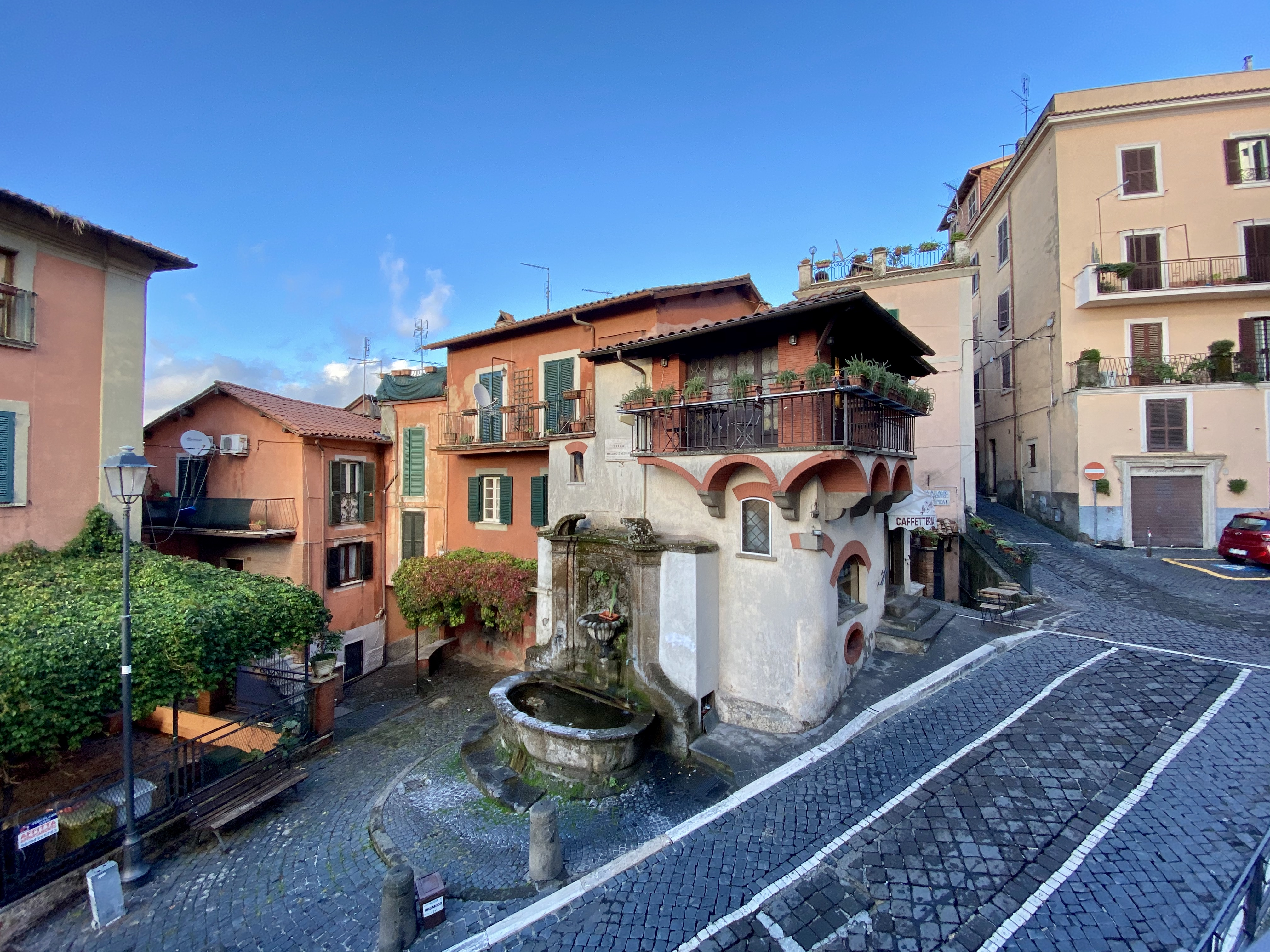
Fontana monumentale posta nel tratto terminale di Corso della Costituente (ottobre 2020).

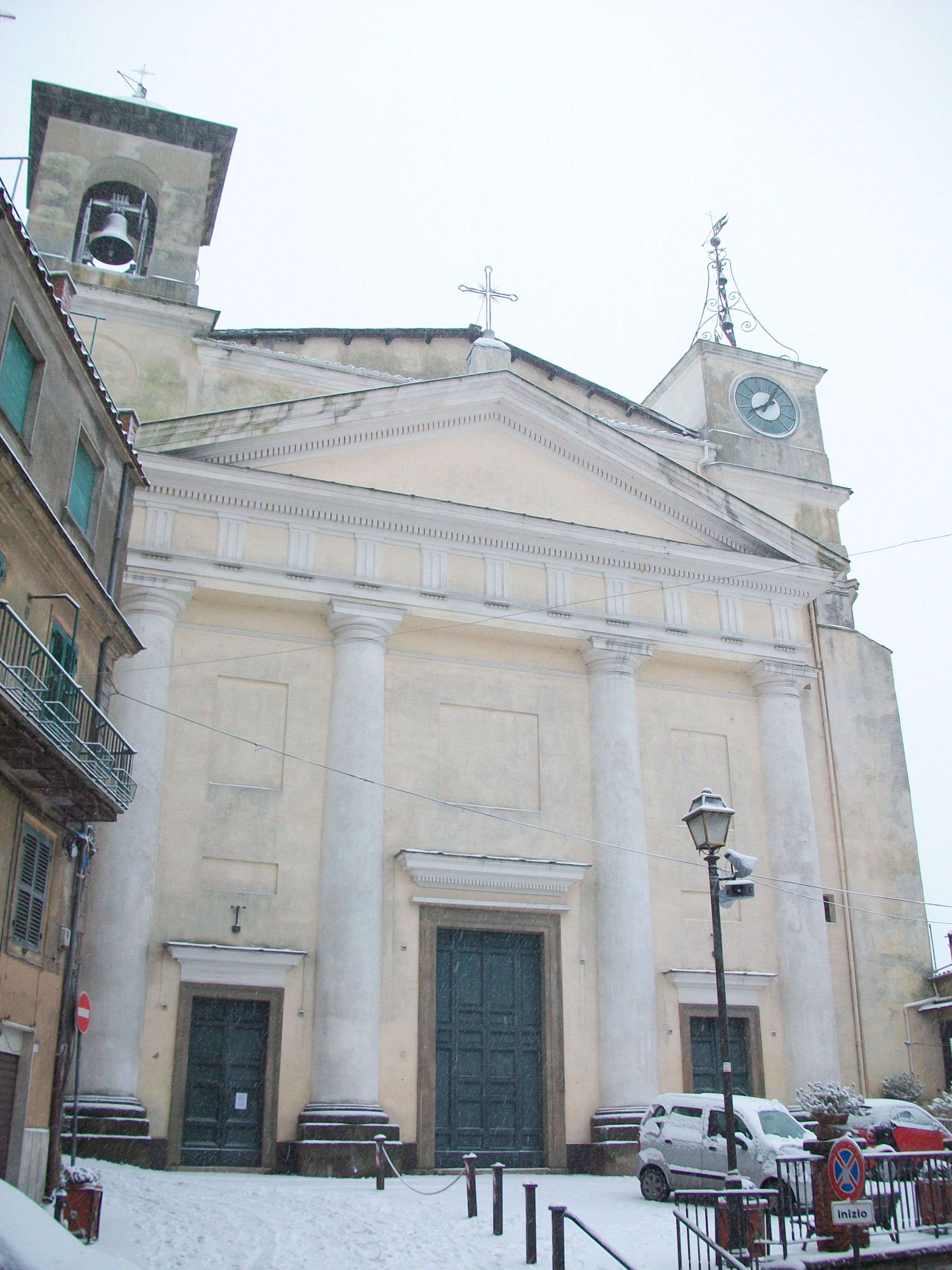
La parrocchiale di Santa Maria Assunta.

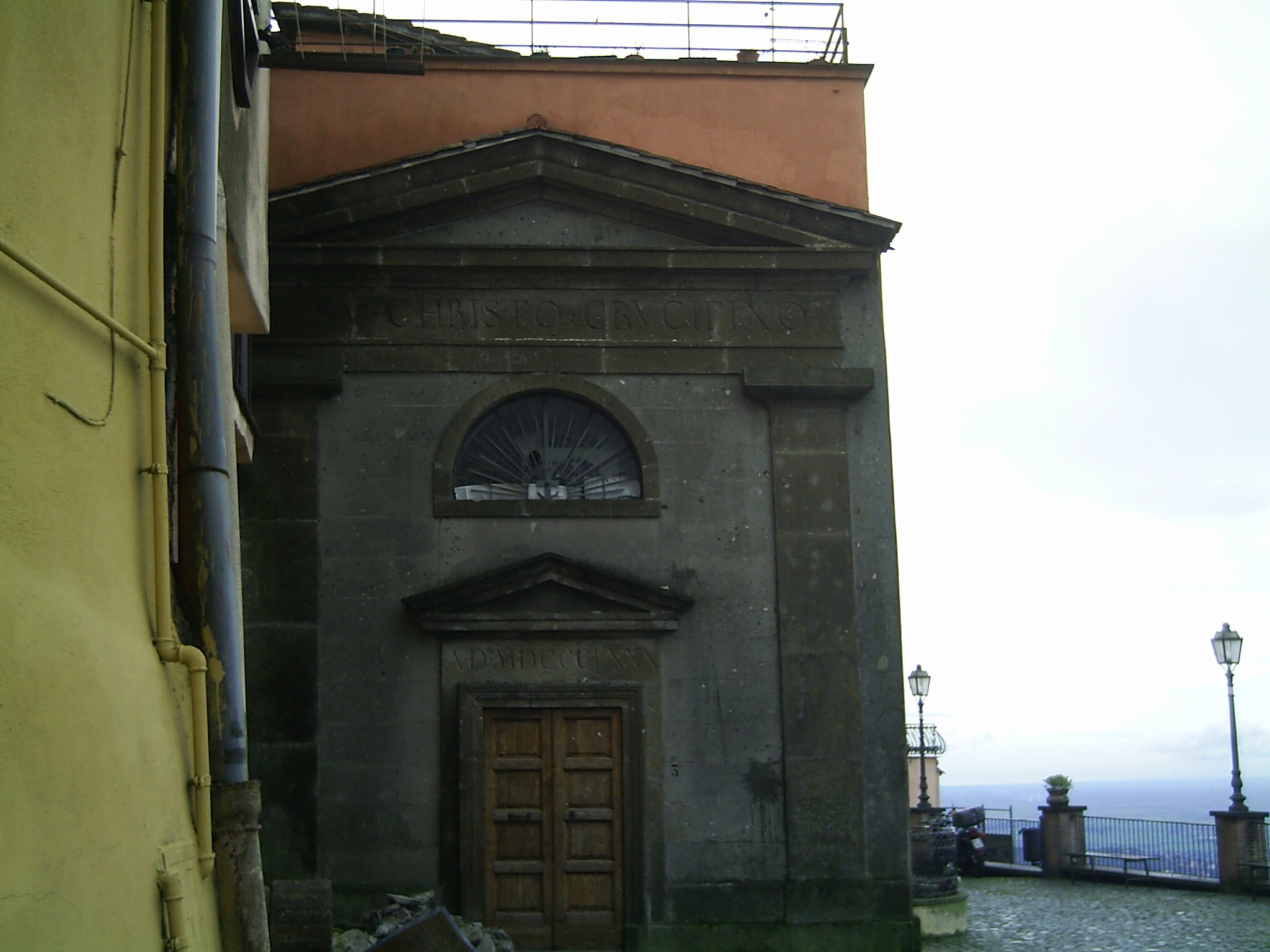
La chiesa del Santissimo Crocifisso nel Quartiere Bavarese.

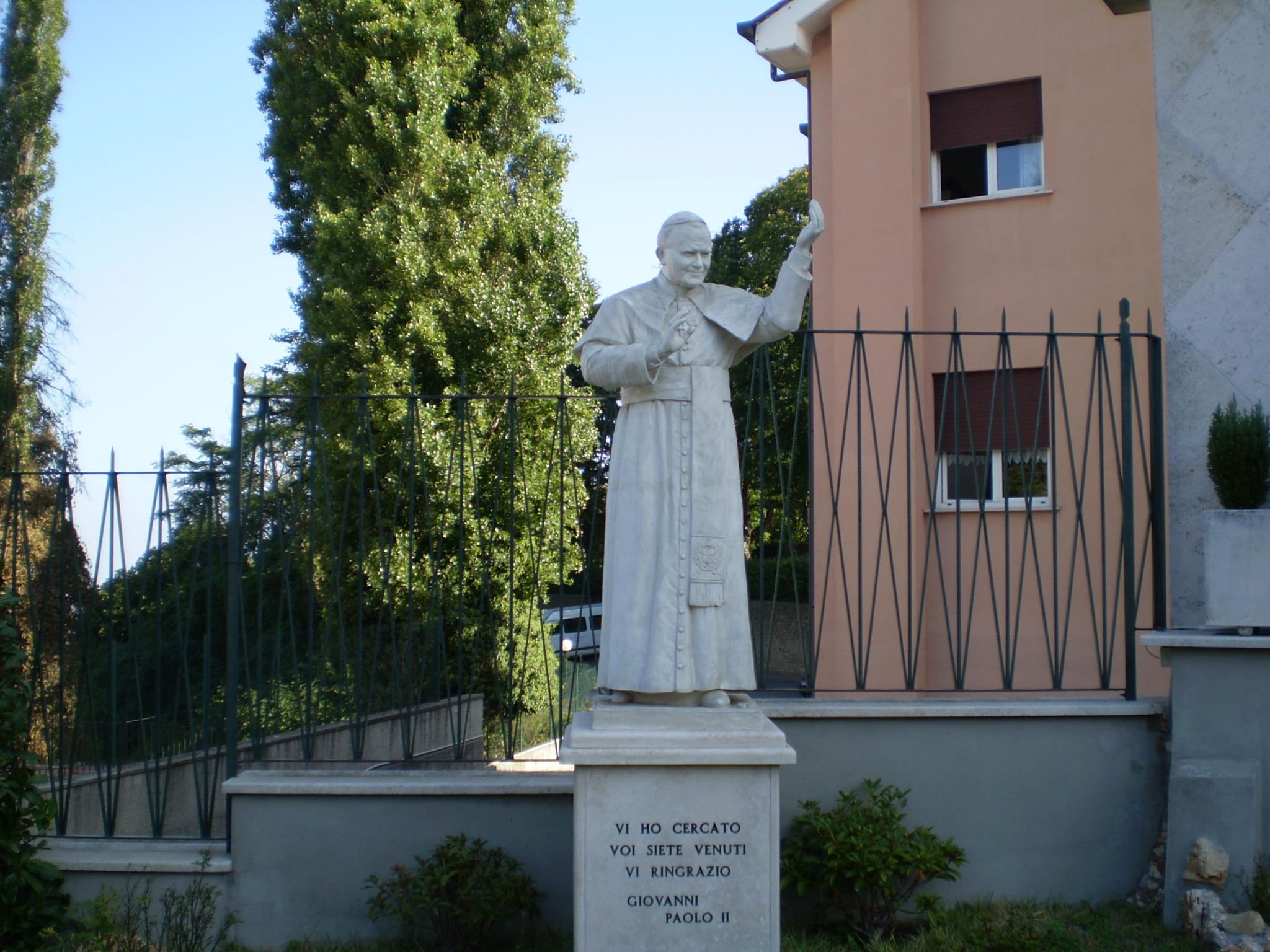
Una statua di papa Giovanni Paolo II

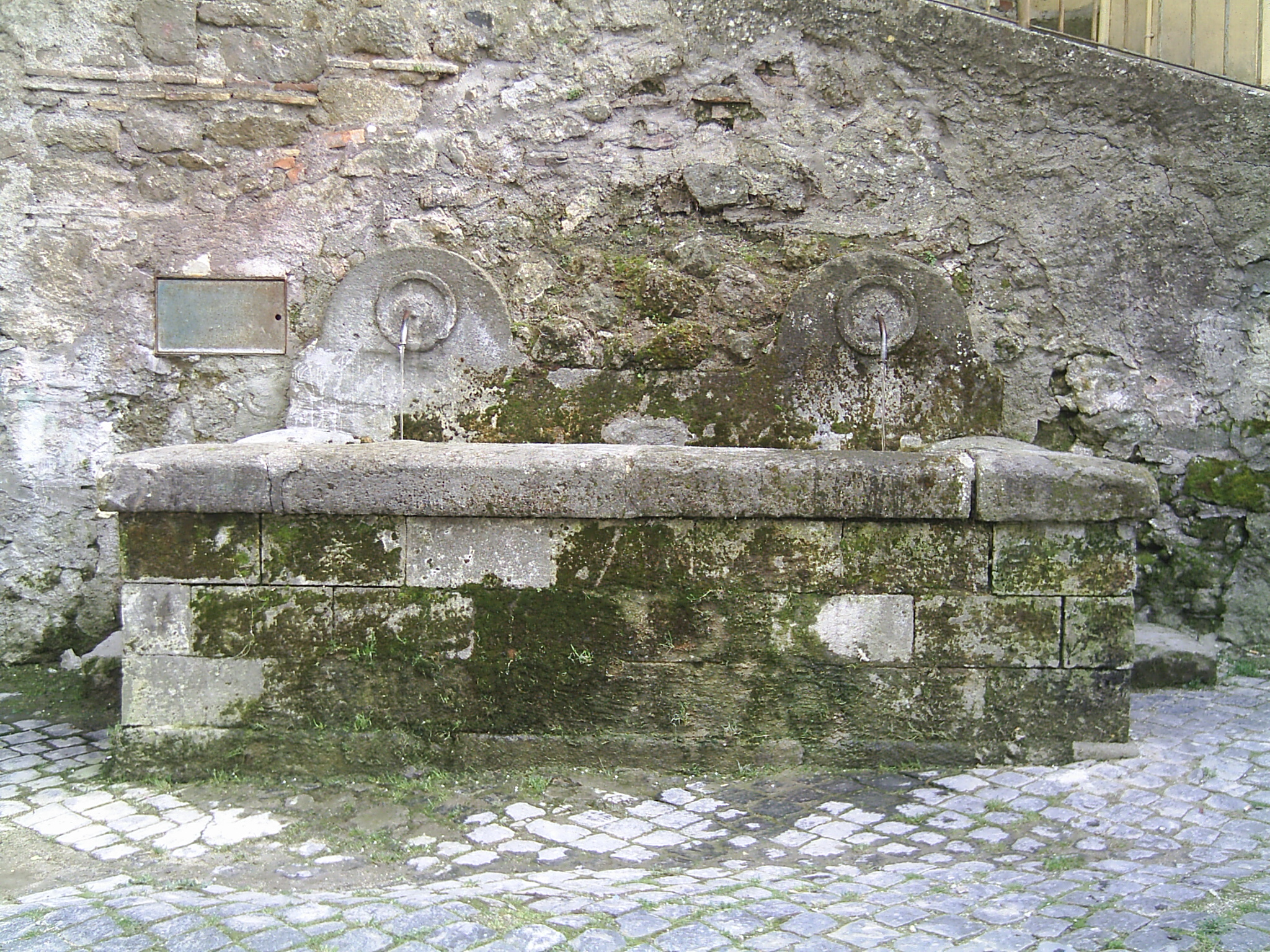
La Fontana di Piazza XX Settembre

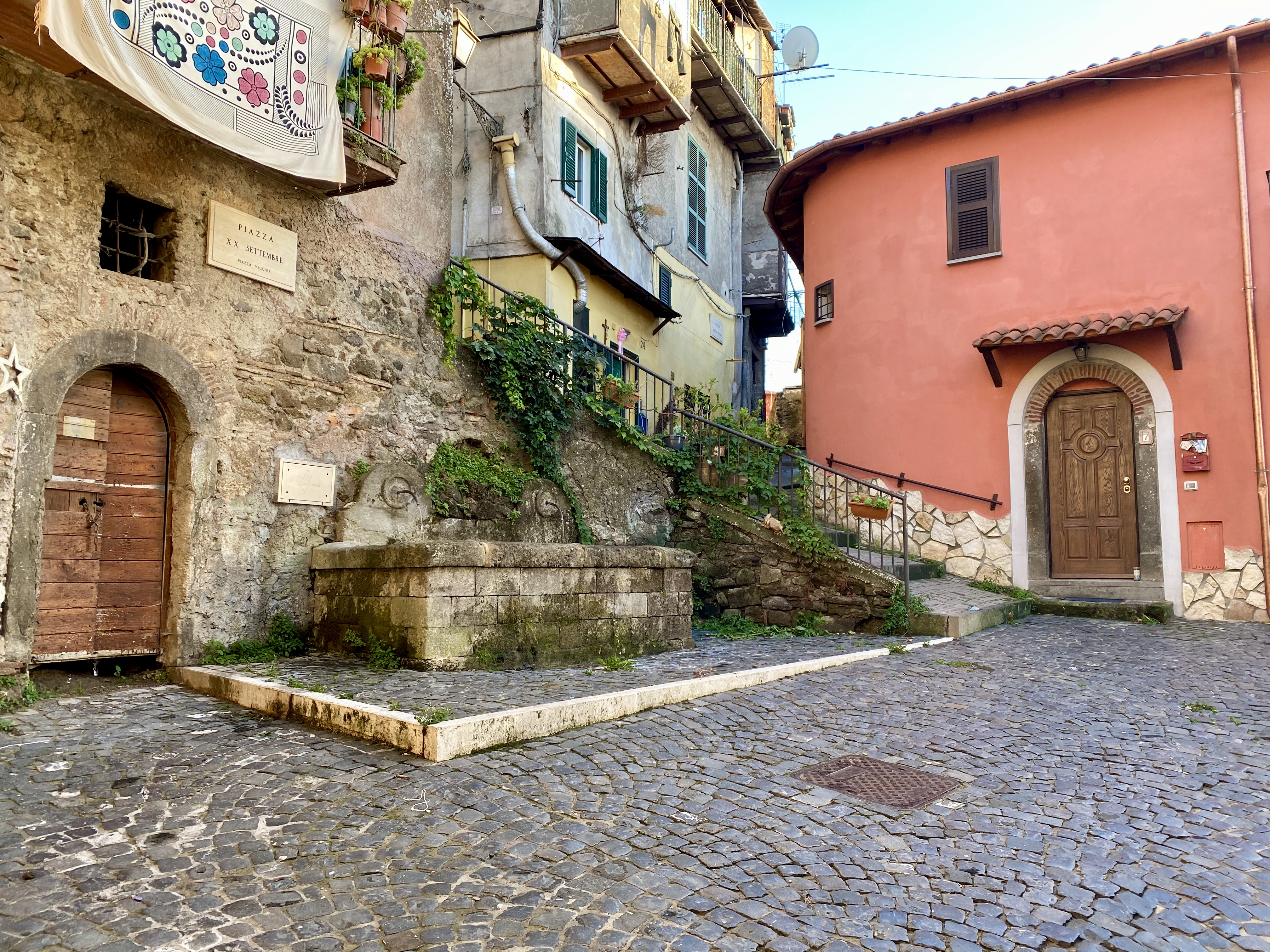
Piazza XX Settembre (Piazza Vecchia).

### Architetture religiose
- Chiesa di Santa Maria Assunta, arcipretale e parrocchiale,[19] venne commissionata dal feudatario cardinale Girolamo Colonna e progettata dall'architetto Antonio Del Grande. I lavori terminarono nel 1754, ma l'edificio crollò rovinosamente già nel 1814.[19] La ricostruzione ricominciò nel 1817, dietro interessamento del cardinale vescovo della sede suburbicaria di Frascati Bartolomeo Pacca e con un contributo economico di papa Pio VII, e i nuovi lavori terminarono nel 1827:[19] il nuovo progetto fu opera degli architetti Domenico Palmucci e Pietro Bracci.[19] Al suo interno è conservata la tela dell'Assunzione della Vergine di Corrado Giaquinto.
- Chiesa del Santissimo Crocifisso, è una piccola costruzione che si trova poco distante sia dalla parrocchiale sia dalla località dei Campi d'Annibale, e conserva al suo interno alcune opere dell'artista tedesco Theodor Wilhelm Achtermann, di cui si ritrovano lavori anche nella chiesa della Trinità dei Monti a Roma. Dopo un lungo periodo di decadenza, fu sottoposta a restauri, terminati nel 1994. Sulla facciata lunga è stata collocata una statua di Padre Pio da Pietrelcina.
- Chiesa del Sacro Cuore, inaugurata nel 1998, raccoglie i fedeli dei Campi d'Annibale. Concepita con un'architettura moderna, presenta una facciata monocuspidale, con un richiamo al gotico; l'interno è semplice, e decorato dalle vetrate verticali del lato lungo. Di fronte alla chiesa è stata posta una statua di papa Giovanni Paolo II, che più volte fece visita nel paese.
- Santuario della Madonna del Tufo, edificato in memoria di un miracoloso intervento della Madonna attorno a un'immagine sacra dipinta sul tufo, risulta come già esistente (e soggetto alla giurisdizione della parrocchiale di Santa Maria Assunta) nel 1592.[19] La facciata venne edificata nel 1792 per interessamento del principe Andrea Doria-Pamphilj,[19] mentre nel 1810 il santuario venne ampliato e venne rifatto il presbiterio, grazie ad elemosine dei fedeli della comunità rocchigiana.[19] Nel 1830 papa Pio VIII dotò il santuario di un altare privilegiato.[19] L'edificio attuale risale al 1931, mentre alcuni interventi conservativi sono stati compiuti nei primi anni 2000.
- Chiesa e convento di Santa Maria ad Nives di Palazzolo, nacquero come eremo nell'XI secolo,[60] e nel 1237 fu affidato ai monaci cisterciensi dell'abbazia delle Tre Fontane a Roma,[61] che ne fecero il loro luogo di villeggiatura estiva assieme all'altra loro proprietà di Nemi.[62] Nel 1244 il convento fu reso autonomo e dotato di ingenti proprietà nell'area del lago Albano,[63] tra cui il romitorio di Sant'Angelo in Lacu. All'inizio del Trecento tuttavia il convento era in crisi, fu istituito in commenda e finì semi-abbandonato:[63] nel 1449 fu assegnato ai frati minori osservanti[64] che vi rimasero fino al 1629, quando nel convento entrarono i frati minori conventuali o riformati.[65] Grandi restauri furono eseguiti al convento da papa Alessandro VII nel 1662[65] e soprattutto dal cardinale portoghese Josè Maria de Fonseca de Evora nel 1735-1738, che volendo fare del convento la sede dell'ambasciata portoghese a Roma non si risparmiò nelle spese, modificando in stile tardo barocco l'originaria architettura gotica del complesso.[66] Il convento si salvò dalla chiusura in forza delle leggi eversive delle proprietà ecclesiastiche emanate dopo l'annessione del Lazio al Regno d'Italia nel 1870 solo appellandosi alla protezione del Regno del Portogallo: il complesso fu così una zona extra-territoriale portoghese dal 1880 fino alla data della rivoluzione portoghese del 1910.[67] I frati furono così cacciati ed il convento venduto a privati nel 1915.[67] Dal 1920[67] è di proprietà del Venerable English College di Roma.[68]

### Architetture civili
- Palazzo Comunale, venne edificato negli anni trenta del Novecento sulla strada principale, corso della Costituente, come sede degli uffici comunali e delle scuole.
- Villa del Cardinale, costruita nel 1629 dal cardinale Girolamo Colonna, feudatario di Marino e Rocca di Papa, presso il convento di Santa Maria ad Nives di Palazzolo, la villa è oggi adibita a ristorante ed albergo. L'edificio, probabilmente costruito su una preesistente struttura di avvistamento medioevale, sorge in posizione panoramica sul Lago Albano.[44]

### Architetture militari
- Fortezza pontificia - La prima menzione di un luogo fortificato a Rocca di Papa coincide con la prima menzione del paese stesso, avvenuta in una lettera di papa Lucio III datata al 1181, nella quale si rivendicava la sovranità pontificia sulla "Roccam de Papa" occupata dai tuscolani.[69] La fortezza, collocata nel punto più alto del centro abitato, a 753 m s.l.m., pare sia stata restaurata durante il pontificato di papa Paolo III. Nell'Ottocento, venne utilizzata come luogo di esperimenti da Guglielmo Marconi e Michele Stefano De Rossi. Durante i primi anni duemila sono stati avviati importanti lavori archeologici sul sito, che hanno portato alla riscoperta delle fondamenta della fortezza e gli scavi sono stati aperti al pubblico.

#### Strade e piazze
- Piazza della Repubblica, piazza principale del paese chiamata anche piazza Margherita per via della vecchia denominazione durante l'epoca monarchica. Il restauro, radicale e di impronta rinnovativa, è stato completato nel 2003.
- Piazza Giuseppe Garibaldi, la piazza principale del centro storico, di architettura semplice. Viene anche detta piazza dell'Erba, in virtù dell'usanza di svolgervi il mercato ortofrutticolo.
- Piazza di Vittorio, La piazza principale dei Campi d'Annibale, di architettura moderna in quanto restaurata pochi anni addietro. Al centro di questa, durante il restauro, è stata posta una fontana con giochi d'acqua.
- Piazza Vecchia, (piazza XX Settembre), Antico centro del castello, conserva la forma originale assunta nel XIV secolo, durante la dominazione di Ludovico il Bavaro.

#### Fontane
- La Barcaccia, sita in piazza Garibaldi, fontana che per la sua forma vagamente rassomigliante a una barca ha preso questo nome, opera seicentesca, attribuita a Gian Lorenzo Bernini, attivo in quel periodo specialmente a Castel Gandolfo, e costituita di un unico blocco di pietra tufacea
- Piazza della Repubblica, Al centro di piazza della Repubblica, che ha subito un completo restauro nel 2003, si erge una fontana del XIX secolo.
- Piazza Vecchia, In piazza XX Settembre vi è una fontana antica, con vasca unica rettangolare in pietra tufacea, e che rappresenta la storia del Quartiere Bavarese, in quanto fu costruita all'interno dell'antico castello, ed era luogo di ritrovo per i pochi paesani che abitavano il quartiere, circa 600 anni fa.
- Fontane gemelle, in piazza della Repubblica e ai Campi d'Annibale.

#### La salita/discesa
Tra Ariccia e Rocca di Papa, la strada provinciale al chilometro 1 provenendo dalla via dei Laghi (41°44′05″N 12°41′30″E), è oggetto di un interessante fenomeno. Il tratto di strada in questione, di breve lunghezza, è infatti una discesa che appare tuttavia una salita: l'apparenza di salita è infatti smentita, ad esempio, osservando rotolare un oggetto. Scientificamente, si è spiegato questo fenomeno con l'affermazione che nel piano della strada c'è un breve tratto in piano tra due discese, e ciò provocherebbe l'effetto ottico di una salita in mancanza di una linea di orizzonte chiaramente definibile. Il caso ha suscitato l'interesse del CICAP e di tanti curiosi a vario titolo, ed ogni analisi ha dato responso più o meno ambiguo a favore dell'anomalia gravitazionale o dell'illusione ottica. Si è anche ipotizzato che il fenomeno sarebbe dovuto alla presenza proprio sotto la strada di un misterioso, quanto inesistente, passaggio sotterraneo tra il lago Albano ed il lago di Nemi, che sarebbe stato scavato in età romana.

### Siti archeologici

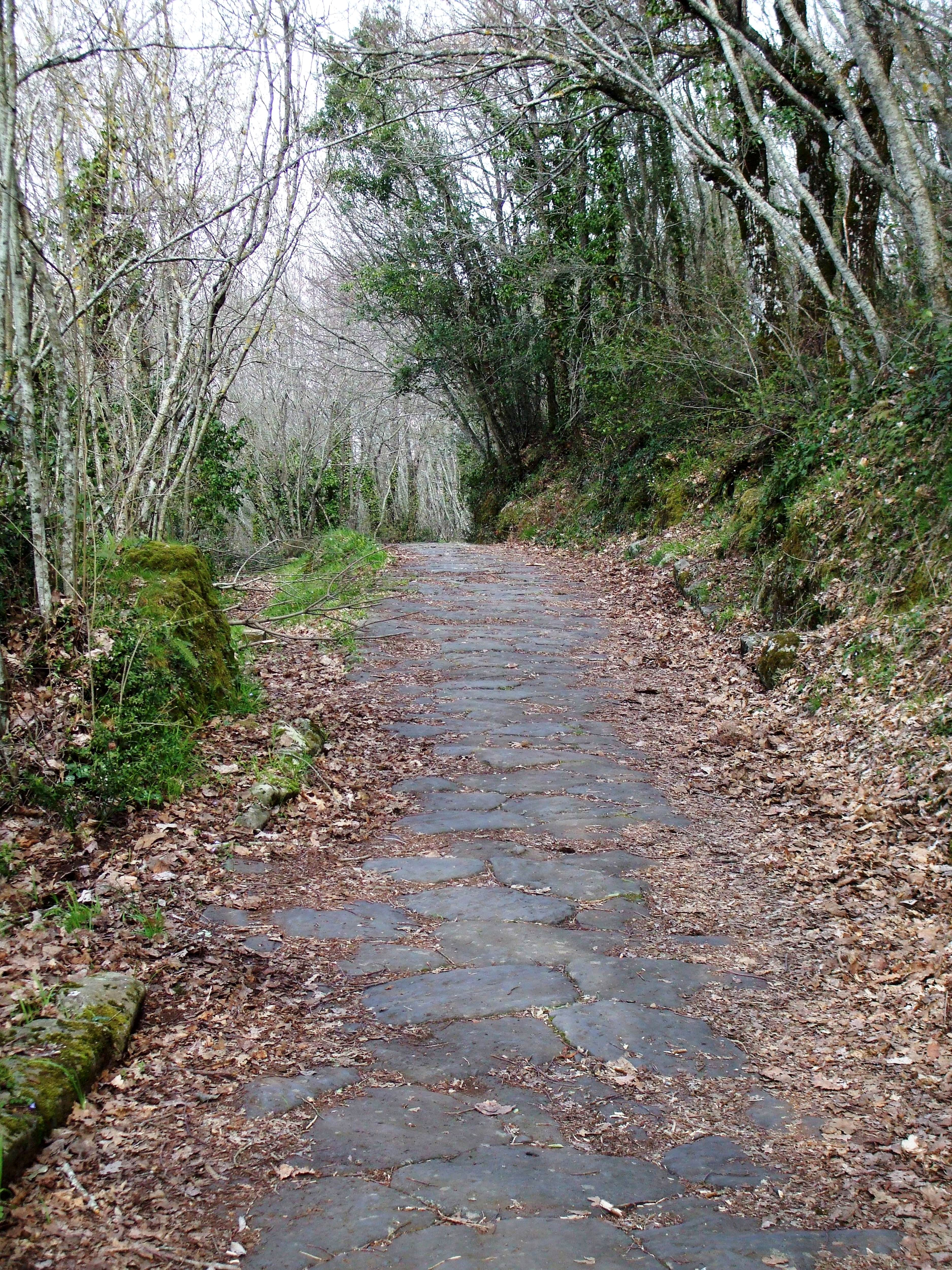
La Via Sacra di Monte Cavo

I reperti archeologici più antichi rinvenuti nel territorio di Rocca di Papa consistono in alcune tombe preistoriche datate attorno al VII secolo a.C., presso San Lorenzo Vecchio. Più o meno a questa epoca sono riconducibili i rinvenimenti -collegati alla mitica Alba Longa- effettuati tra la località di Palazzolo e la località di Tofelli in comune di Ariccia, risalenti al periodo laziale II B (830 a.C. - 770 a.C.).
Tra Ottocento e Novecento sono stati effettuati scavi archeologici a più riprese (1876, 1912, 1914 1929) sulla vetta di Monte Cavo, per individuare i resti del tempio di Giove Laziale. Gli unici risultati ottenuti da questi scavi furono il rinvenimento di alcune tarde tombe a cappuccina sulla pendice sud dell'altura, e il rinvenimento di una struttura complessa sulla sommità del monte, probabilmente un'abitazione o comunque un edificio non religioso: ad ogni modo, non fu rinvenuta traccia del tempio.
In compenso, la "via Sacra" di accesso al tempio è molto ben conservata: la carreggiata, fiancheggiata da marciapiedi in peperino, è larga 2.55 metri. La strada partiva dalla via Appia Antica presso Aricia e, passando per Palazzolo -in un complesso residenziale di Monte Gentile ne restano alcuni tratti- saliva alla sommità di Monte Cavo.
Proprio a Palazzolo, presso il convento di Santa Maria ad Nives, si trova un importante monumento sepolcrale rupestre scavato nel peperino per circa 40 metri di larghezza. La cella interna è grande 2.60 x 2.26 metri, e i bassorilievi raffigurano un trionfo consolare.
In località Pentima Stalla si trovano i resti dell'acquedotto romano degli Arcioni.

### Aree naturali
A Villa Barattolo, in località Villini, presso il centro storico di Rocca di Papa, ha sede il Parco regionale dei Castelli Romani.
La villa, di costruzione liberty, si estende su circa 1 000 metri quadrati in tre piani, ed è stata acquisita dall'Ente Parco nel 1989 assieme ai 7 500 metri quadrati di giardino annesso.
Oggi ospita il quartier generale dell'Ente Parco, assieme a percorsi didattici sul Parco.
La vetta di Monte Cavo assieme alle sponde del lago Albano, sono considerate dal Parco regionale dei Castelli Romani zone in cui la flora originaria dei Colli Albani - rappresentata dal cosiddetto bosco Q.T.A., querce, tigli ed Aceri- è resistita all'avanzare del castagno, introdotto per ragioni economiche tra Cinquecento e Seicento e che oggi popola l'80% del territorio del Parco.

## Società

### Evoluzione demografica
Abitanti censiti

Nel censimento del 2001 Rocca di Papa ha registrato una popolazione pari a 13 014 abitanti, mostrando quindi nel decennio 1991-2001 una variazione percentuale di abitanti pari al 16,80%. Secondo gli ultimi dati, risalenti al 31 dicembre 2013, la popolazione, anche grazie al forte contributo dato dagli immigrati, si è attestata a 16 728 abitanti, con un saldo positivo di 792 abitanti (+58 al saldo naturale e +734 al saldo migratorio) rispetto all'inizio dell'anno.

### Etnie e minoranze straniere
La presenza straniera a Rocca di Papa ha visto un incremento significativo negli ultimi anni, contribuendo in maniera decisiva alla crescita della popolazione comunale. Al 31 dicembre 2023 vi risiedevano 2 508 persone di cittadinanza non italiana, pari al 13,93% dei residenti.
Al 31 dicembre 2020 le comunità più numerose sono le seguenti:
1. Romania, 805
2. Polonia, 123
3. Moldavia, 123
4. Albania, 101
5. Egitto, 94
6. Macedonia, 59
7. Ucraina, 52
8. Francia, 27
9. Spagna, 27
10. Filippine, 21

### Lingue e dialetti
Il dialetto rocchigiano o rocchiciano è uno dei dialetti dei Castelli Romani classificati tra i dialetti italiani mediani: presenta una costruzione molto arcaica, con parole simili alla lingua latina (un esempio: "passa pe' decco che dellu ie sta 'u' gnaffu!", che sta a significare "passa di qui che da quella parte c'è il fango!") tanto che l'erudito Girolamo Torquati in una pubblicazione del 1886 ipotizzò la diretta discendenza del vicino dialetto marinese (simile quasi in tutto al rocchigiano) dal latino.
Attualmente, il suo impiego, limitato a contesti familiari o comunque informali, viene limitato dalla progressiva diffusione del dialetto romanesco (o di una sua versione semplificata che si riassume nelle espressioni romanesche moderne) nell'area del litorale laziale ed in tutto il quadrante meridionale della provincia di Roma, sacrificando gli antichi dialetti locali.

### Religione
- Cristianesimo nella confessione cattolica

La religione più professata nel territorio comunale è il Cristianesimo nella confessione cattolica. Per la Chiesa cattolica Rocca di Papa è parte della diocesi suburbicaria di Frascati, ed è suddivisa in due parrocchie, la parrocchiale di Santa Maria Assunta, al centro storico, con circa 9 000 parrocchiani, e la chiesa del Sacro Cuore ai Campi d'Annibale, con circa 2800 parrocchiani.
Inoltre, nel comune di Rocca di Papa sorge il quartier generale del Movimento dei Focolari, dove ha vissuto fino alla morte, e ivi riposa, la fondatrice del movimento Chiara Lubich.
- Cristianesimo nelle confessioni protestanti

L'Unione Cristiana Evangelica Battista d'Italia possiede una proprietà di circa 7 000 metri quadrati nel territorio comunale, su cui è presente un centro di dibattiti, soggiorni e conferenze la cui costruzione cominciò nel 1955 e terminò nel 1974. La struttura è composta da due dormitori da 20 posti l'uno, e si auto-finanzia grazie all'ospitalità che fornisce alle comunità evangeliche ed alle persone che vogliono passare un periodo di meditazione, di studio e di vacanza. Il centro evangelico battista è menzionato tra le proprietà la cui amministrazione è concessa all'Unione Cristiana Evangelica Battista d'Italia in forza del d.P.R. nº 19 del 20 gennaio 1961, che legalizza l'unione battista. Nel 1999 il centro ha ospitato alcuni profughi kosovari.
- Testimoni di Geova

A Rocca di Papa esiste una comunità di Testimoni di Geova, che si riunisce nella Sala del Regno di via Frascati.

## Cultura

### Istruzione

#### Biblioteche

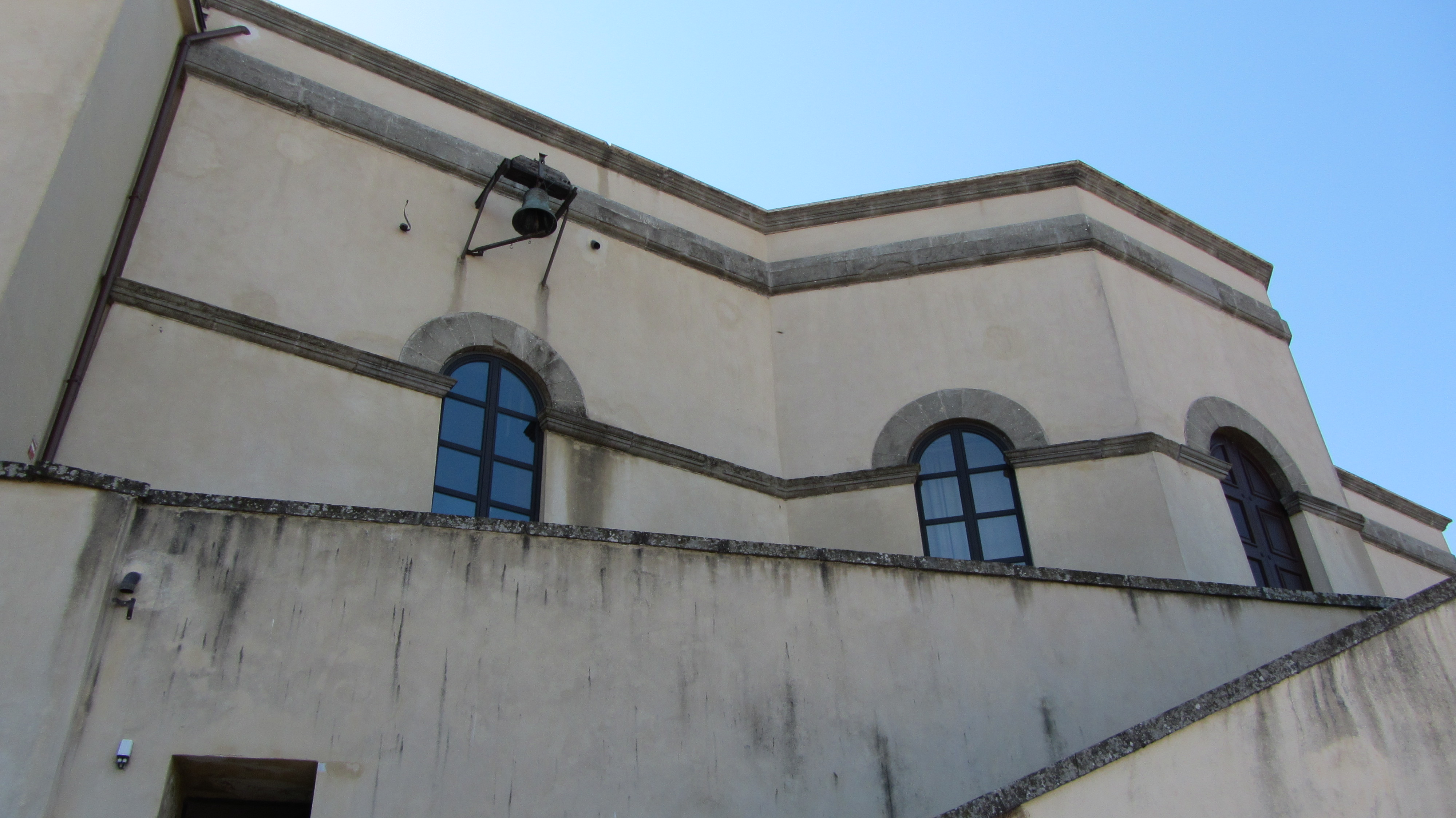
L'edificio che sorge sotto i resti della Fortezza e che ospita il Museo di geofisica

A Rocca di Papa è presente un'importante biblioteca comunale, situata in via Enrico Ferri 67, poco fuori dal Centro storico. L'edificio attuale, che ospita un patrimonio librario di quasi 14 000 volumi, è stato adattato sullo scheletro di un palazzetto preesistente, ed è andato a sostituire le sedi provvisorie che dagli anni settanta rappresentavano, inizialmente con poche decine di volumi nella sede in Corso Costituente, e con svariate centinaia di libri nelle stanze dell'ex municipio (situato anch'esso in via Enrico Ferri) poi, l'unica biblioteca comunale esistente fin dalla fondazione dell'ente pubblico, avvenuta nel 1975. La biblioteca comunale rocchigiana è stata tra le biblioteche castellane fondatrici del Sistema bibliotecario dei Castelli Romani.

#### Ricerche
- Osservatorio Astronomico Franco Fuligni, aperto nel 2001, attivo nella promozione e diffusione della cultura scientifica.[95]

#### Musei
Il Museo di geofisica di Rocca di Papa è ospitato nella sede dell'Osservatorio Geodinamico, costruito nel 1886 per opera di Michele Stefano de Rossi, uno dei padri della moderna sismologia. Quello di Rocca di Papa è stato uno dei primi osservatori sismologici italiani, tuttora attivo. Situato a ridosso dell'antica Fortezza Colonna, in posizione panoramica e dominante sul vecchio centro storico, il Museo illustra l'idea e i dati scientifici che hanno portato alla modellazione dell'interno della Terra mediante exhibit, macchine ludiche, strumenti e documenti scientifici della geologia, geografia e fisica terrestre.

### Media

#### Stampa

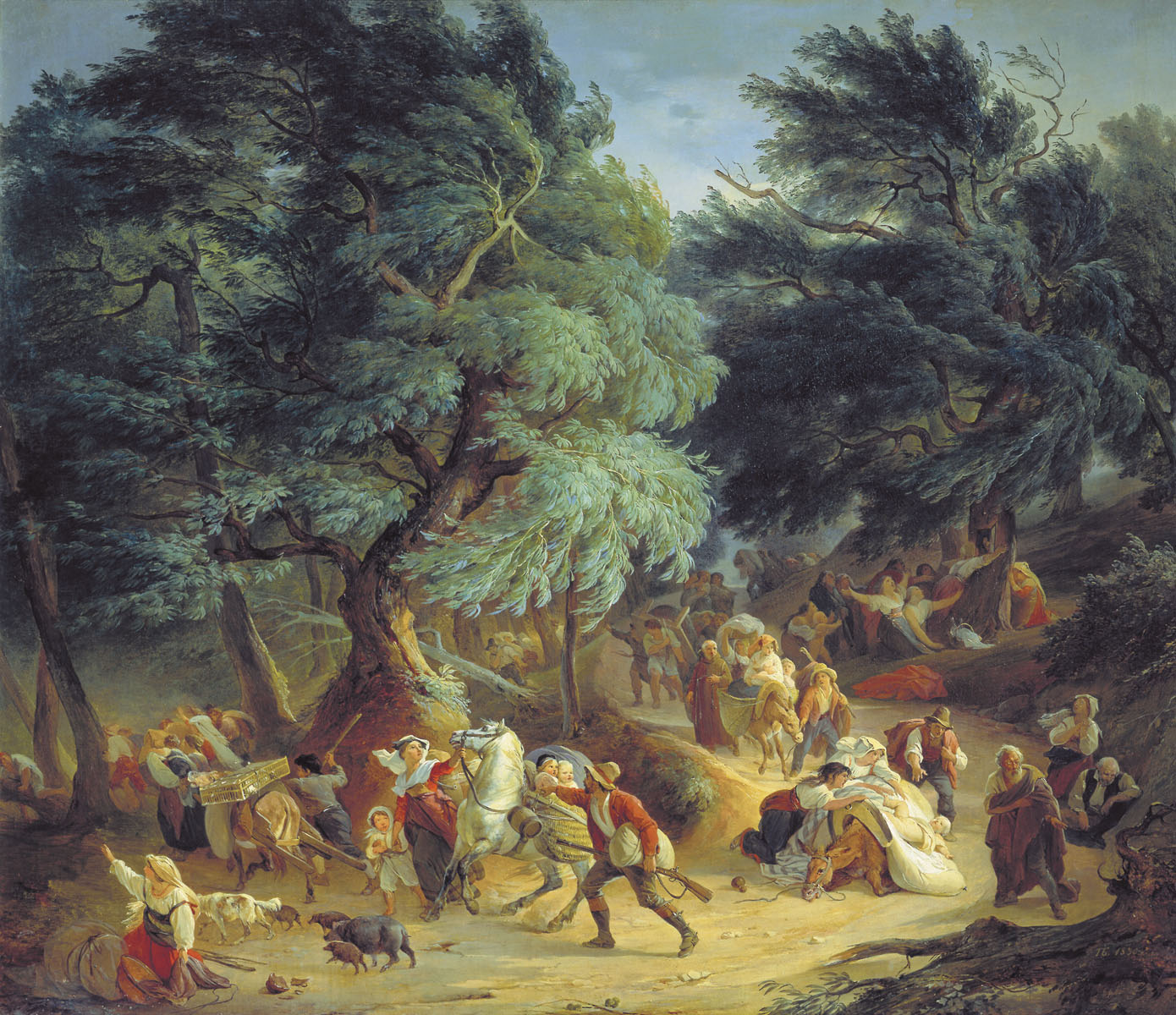
Dipinto dell'artista russo Piotr Basin (1830).

La stampa nazionale a pagamento che si occupa delle notizie più importanti provenienti dalla provincia è rappresentata dalle edizioni locali dei quotidiani romani La Repubblica e Il Messaggero, mentre le notizie sportive possono apparire nell'edizione locale del Corriere dello Sport - Stadio.
Il principale organo locale a pagamento è Nuovo Oggi Castelli, con sede operativa a Marino in via Pietro Nenni. L'organo locale a pagamento per le notizie sportive è Il Corriere Laziale, fondato a Roma nel 1973.
Più agevole diffusione ha il quotidiano gratuito Cinque Giorni, con sede operativa a Colleferro e diffusione in tutto il quadrante meridionale della provincia di Roma.
Altri periodici locali gratuiti sono Controluce, mensile dei Castelli Romani e dei Monti Prenestini con sede a Monte Compatri, La Voce dei Castelli, mensile con sede a Santa Maria delle Mole, Il Tuscolo, mensile dell'area tuscolana con sede a Frascati, La Città Tuscolana, altro mensile dell'area tuscolana con sede a Frascati, Punto a Capo, mensile ora non più in edicola gestito dall'omonima associazione culturale di Marino.
Numerose sono le proposte editoriali appartenenti alla free press, ovvero giornali gratuiti distribuiti con cadenze variabili:
- La Spiga: il bimestrale più antico del paese, di ispirazione libera e distaccata dalle parti politiche, che informa i cittadini sulle proposte dell'amministrazione, disagi, eventi e celebrazioni. È stato fondato nel 1992 da Massimo Saba e ha una tiratura di 6 500 copie a distribuzione gratuita.
- Il piccolo Segno: è un mensile indipendente di attualità, informazione e cultura, fondato nel 2002 da Daniela Di Rosa. Si compone di una redazione di circa venti persone fra articolisti, fotografi, vignettisti e disegnatori. Oltre alle pagine dedicate ai fatti che accadono a Rocca di Papa, presenta anche articoli di più ampio respiro che si occupano di vicende nazionali e internazionali.
- Comune Informa:[105] testata ufficiale dell'Amministrazione Comunale, con cadenza bimensile, che propone consuete interviste al primo cittadino, le decisioni prese in Consiglio Comunale, festeggiamenti e ricorrenze.

#### Televisione
La questione Monte Cavo
Le vette dei monti che sovrastano la cittadina, particolarmente quella di Monte Cavo, sono da decenni sede di numerosi ripetitori per la trasmissione dei segnali televisivi della RAI - Radiotelevisione Italiana, di Mediaset e delle varie reti locali minori, nonché di altri enti. Proprio contro i ripetitori da decenni molte persone portano avanti proteste affinché vengano spostati in zone meno vicine ai luoghi abitati, poiché responsabili di livelli eccessivamente alti di elettrosmog. Nel 2001, sotto la presidenza alla Regione Lazio di Francesco Storace, fu deciso lo spostamento dei circa 170 ripetitori, mai iniziato. Recentemente, la situazione sembrava essersi sbloccata nuovamente, salvo poi subire un'ulteriore battuta d'arresto.
Programmi tv
Nella versione italiana della sit-com La tata la protagonista Francesca Cacace è originaria di Rocca di Papa.

### Teatro

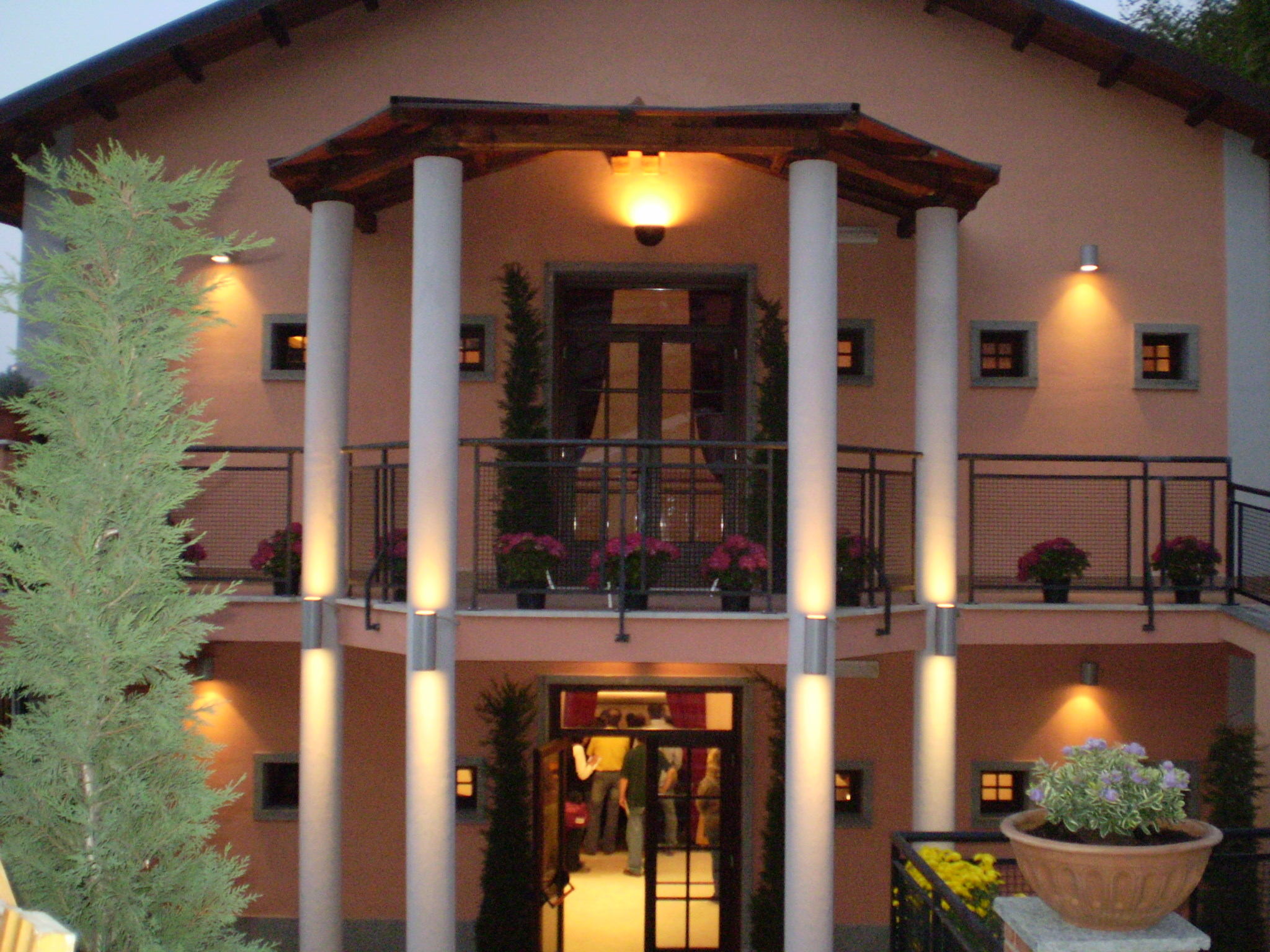
La facciata del teatro comunale

Il teatro comunale, inaugurato il 25 settembre 2007, è stato costruito ex-novo sul terreno, che, anticamente, ospitava il mattatoio comunale. L'edificio ha richiesto un lavoro di circa otto anni, costruzione questa che ha dovuto subire numerosi rallentamenti a causa del dissesto idrogeologico che colpisce con particolare forza la zona intorno al teatro e che ha reso il terreno molto instabile.

### Cinema
Il primo film parzialmente realizzato a Rocca di Papa è Totò, Peppino e la... malafemmina, interpretato dalla coppia Antonio De Curtis - Peppino De Filippo. Altre riprese sono state effettuate per la versione de La pantera rosa e de Il marchese del Grillo, con Alberto Sordi. La cittadina è più volte citata direttamente in altre pellicole, come Febbre da cavallo - La mandrakata (2002) e Matrimonio alle Bahamas (2007).
Per quanto riguarda le sale di proiezione, che allo stato attuale sono assenti (sebbene il recente edificio del Teatro comunale avrebbe i requisiti per essere adibito a sala cinematografica), le prime comparirono tra gli anni 50 e gli anni sessanta, quando il paese attraversò un momento di grande interesse a livello turistico. A quei tempi erano funzionanti tre cinema, oltre alla sala di proiezione della Parrocchiale di Santa Maria Assunta in Cielo.

### Arte
Uno degli eventi culturali di rilievo a Rocca di Papa è il concorso di pittura estemporanea, giunto alla settima edizione, che si tiene annualmente e attira artisti da tutta la regione.

### Cucina
La gastronomia di Rocca di Papa è caratterizzata da prodotti tipici delle zone interne come le castagne ed i funghi porcini. Altri piatti montani sono le fettuccine ai funghi porcini, la polenta con salsicce, la minestra di "gialloni" (fagioli borlotti) con la santoreggia, il baccalà "in guazzetto" (ammollito per cinque giorni), la "coratella" (l'intestino dell'abbacchio) con le fave e la pizza ripiena.
Altri prodotti caratteristici dei Castelli Romani sono la porchetta, le "coppiette" ed il vino bianco. A Rocca di Papa, come nei paesi circostanti e soprattutto ad Ariccia, regina del fenomeno, esistono ancora le tradizionali "fraschette" tanto frequentate dai visitatori.

## Economia
Nel comune risultano impiegate 1675 persone, pari al 12,87% dell'intera popolazione urbana, e che si suddividono nei seguenti settori:
| Tipo attività           | Numero attività | Numero occupati | Percentuale sulla forza lavoro |
| ----------------------- | --------------- | --------------- | ------------------------------ |
| Attività industriali    | 185             | 490             | 29,25 %                        |
| Attività di servizio    | 364             | 861             | 43,24 %                        |
| Attività amministrative | 47              | 324             | 19,34%                         |

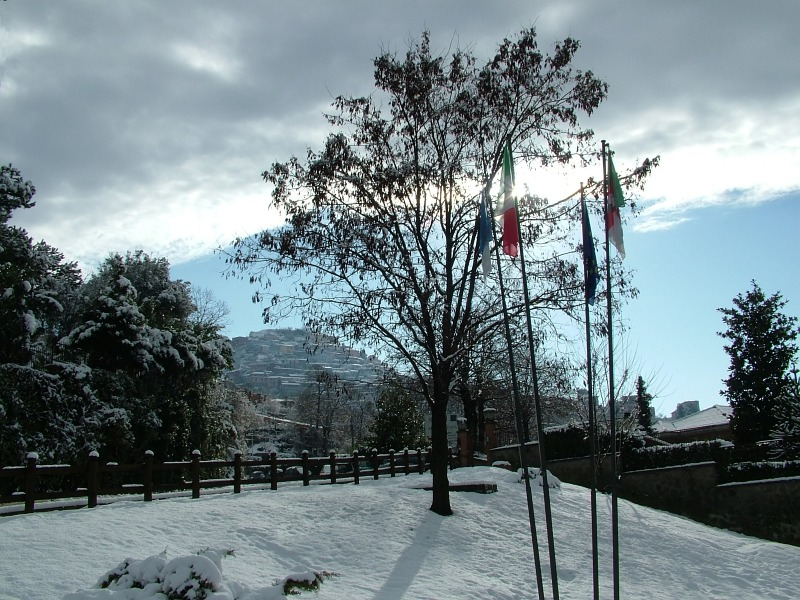
Il paese sotto la neve

Confrontando i livelli di occupazione dei comuni dei Castelli Romani, inoltre, si nota che il livello rocchigiano si attesta ben al di sotto della media del 21,55%.

### Agricoltura
La coltivazione più diffusa sul territorio rocchigiano è quella della vite, coltivata nei vigneti posti nella parte nord-ovest del territorio comunale, più a bassa quota, a ridosso con i comuni di Grottaferrata, Frascati e Marino, zone di produzione rispettivamente del Frascati e del Marino, entrambi vini bianchi a denominazione di origine controllata. 
Il territorio del comune di Rocca di Papa si contraddistingue per la presenza alquanto diffusa del castagno. L'industria boschifera, con lo sfruttamento soprattutto del legname di castagno legato ad usi principalmente edilizi, ha sempre rappresentato uno dei pilastri su cui si fonda la locale economia del paese. Lo stesso Comune detiene circa 1 600 ettari di bosco ceduo di castagno (poco meno del 40% dell'intera superficie comunale) dal quale il Comune ritrae un'importante entrata di bilancio. In proposito, si fa anche notare che resta emblematica una veduta satellitare dei boschi rocchigiani: specialmente lungo la strada statale 217 Via dei Laghi sono visibili vasti buchi nella vegetazione causati dallo sfruttamento delle risorse boschive. 
Risultano poi diffuse nel territorio rocchigiano la pastorizia e la caccia, favorita dalla presenza di un ambiente boscoso e montano: notevole l'allevamento di cavalli che si svolge in località Pratoni del Vivaro.

### Artigianato ed industria
L'artigianato non è molto sviluppato nel territorio rocchigiano, anche se continua a produrre con l'arte della ceramica e della terracotta, mentre l'industria è quasi del tutto assente, se si eccettuano alcuni impianti medio-grandi come il cementificio (dismesso) in via Vecchia di Grottaferrata ed alcuni piccole industrie: nel 1995 le unità locali dell'industria a Rocca di Papa risultavano impegnate soprattutto nell'edilizia (118 unità locali) e poi nelle attività manifatturiere (51 unità), quindi in misura minima nell'estrazione di minerali e nell'erogazione di acqua ed elettricità (1 unità locale).

### Servizi
Nel 1994 la struttura creditizia di Rocca di Papa risultava essere fondata su tre sportelli bancari, con depositi bancari per un totale di 87 162 000 di lire ed impieghi bancari per un totale di 25 627 000 di lire: in media, ogni abitante aveva depositato 7 302 000 di lire.
Le utenze di energia elettrica nel 1994 erano poco meno di 5 000, per un consumo globale di 13 000 chilowattora; per quanto riguarda i rifiuti, nel 2004 il mese di maggior produzione risulta essere maggio, con un consumo di 7077 tonnellate di spazzatura che viene spedita per il 48% in discarica e riciclata per il 5%. Da qualche tempo tuttavia nel comune si pratica la raccolta differenziata, con un costo media per abitante oscillante sui 118 euro.

### Turismo
Rocca di Papa è una località turistica frequentata sia in estate che in inverno. Storicamente, è possibile affermare che i primi villeggianti nel territorio rocchigiano furono forse i monaci cistercensi dell'abbazia delle Tre Fontane, che fin dal 1225 ottennero la possibilità di trasferirsi in estate nel loro più salubre feudo di Nemi e presso il convento di Santa Maria ad Nives di Palazzolo sul lago Albano, loro dipendenza dal 1237. Tra i motivi che spingono a una visita nel paese c'è il paesaggio sull'Agro Romano, il richiamo della quota relativamente alta, la celebrata cucina casareccia dei Castelli Romani e, in misura minore, la devozione mariana per il santuario del Tufo.
Tra Settecento ed Ottocento anche Rocca di Papa fu una delle tappe degli incuriositi viaggiatori del "Grand Tour" che provenivano da tutta Europa: letterati, pittori, politici, che furono ispirati dalla bellezza di questi luoghi a tal punto di dedicarvi opere intere. George Sand vi trascorse un periodo durante il 1855. Hans Christian Andersen, considerato tra i maggiori favolisti della storia, soggiornò a Rocca di Papa nel 1833, e visitando la Macchia della Fajola prese l'ispirazione per le sue favole. Stendhal, celebre scrittore francese, descrisse Monte Cavo nel racconto La Badessa di Castro (1839). Achille Campanile descrisse il suo Viaggio a Rocca di Papa in un capitolo di Ma che cosa è questo amore? (1927). Oltre al già citato Massimo d'Azeglio, soggiornarono nel piccolo comune molti artisti: Vincenzo Cabianca (1827-1902), Gino Severini ed infine Ettore Tito.
Fu tra la fine dell'Ottocento e l'inizio del Novecento che iniziò il turismo "di massa", testimoniato dalle numerose ville in stile liberty situate nell'omonima località. Con la costruzione delle tranvie dei Castelli Romani e l'apertura della funicolare Squarciarelli-Valle Oscura-Rocca di Papa si aprì per i romani la possibilità della "gita fuori porta", cantata da Ettore Petrolini nella famosa canzone 'Na gita a li Castelli (scritta da Franco Silvestri nel 1926). Dopo un certo ridimensionamento turistico subito nel secondo dopoguerra, attualmente si stanno mettendo in cantiere iniziative per incentivare gli arrivi turistici in paese.
Nel 1993 le strutture di soggiorno turistico contavano a Rocca di Papa 598 posti letto per una media di 37 giorni di presenza a turista, mentre le seconde case per vacanze contavano 2659 posti letto con una media i 210 giorni annui di presenza ad abitante: entrambi i dati sono tra i più alti considerando i comuni dei Castelli Romani, segno dell'indiscutibile vocazione turistica del paese.

## Infrastrutture e trasporti

### Strade
Il territorio rocchigiano è attraversato dalla strada statale 511 Via Anagnina, che collega Roma al compitum Anagninum - ovvero all'incrocio con la via Casilina presso Anagni - ricalcando l'antico tracciato della via Latina, che fu la prima strada consolare romana.
Oltre a questa strada statale il comune è attraversato da due arterie la cui gestione è stata devoluta dall'ANAS alla Provincia di Roma nel 2001. Si tratta della strada statale 218 di Rocca di Papa, che collega il paese a Grottaferrata e Ariccia, e della strada statale 217 Via dei Laghi, che lambisce il lago Albano e il lago di Nemi collegando la strada statale 7 via Appia Nuova a Velletri; il percorso di questa strada ricalca quello dell'antica via corriera postale tra Roma e Napoli utilizzata tra il Medioevo e il 1780.
Altre strade provinciali importanti del territorio sono la strada Provinciale 18/d del Vivaro, che attraversa la località Pratoni del Vivaro tra i comuni di Nemi, Rocca di Papa e Rocca Priora, e la strada Provinciale 45/b di Costa Caselle, che attraversa la località Costa Caselle tra i comuni di Marino, Grottaferrata e Rocca di Papa.
Inoltre, il territorio comunale di Rocca di Papa, insieme a quelli di Marino e Grottaferrata, è interessato dalla costruzione di un nuovo asse viario di competenza regionale, attualmente in cantiere, che connetta Roma al nodo stradale di Squarciarelli, in comune di Grottaferrata. L'idea, proposta già negli anni sessanta dagli amministratori della vicina Marino, per decongestionare il traffico dell'intera area tuscolana, ha determinato numerose proteste dei residenti e dei proprietari dei terreni coinvolti dagli espropri.

### Ferrovie
Fino al 1963, il paese fu servito sia dalle Tranvie dei Castelli Romani che collegavano il quartiere Appio Claudio di Roma a tutti i Castelli Romani e sia dalla funicolare, che venne inaugurata nel 1906. Con l'evoluzione moderna, il tram fu abolito e sostituito da una linea di autobus pubblici, gestiti dalla COTRAL, che permane tuttora.
Rocca di Papa non è raggiunta da una ferrovia. Le due stazioni ferroviarie più vicine sono quella di Frascati, sulla linea ferroviaria Roma-Frascati, e quella di Marino, sulla linea ferroviaria Roma-Albano Laziale.

### Impianti a fune

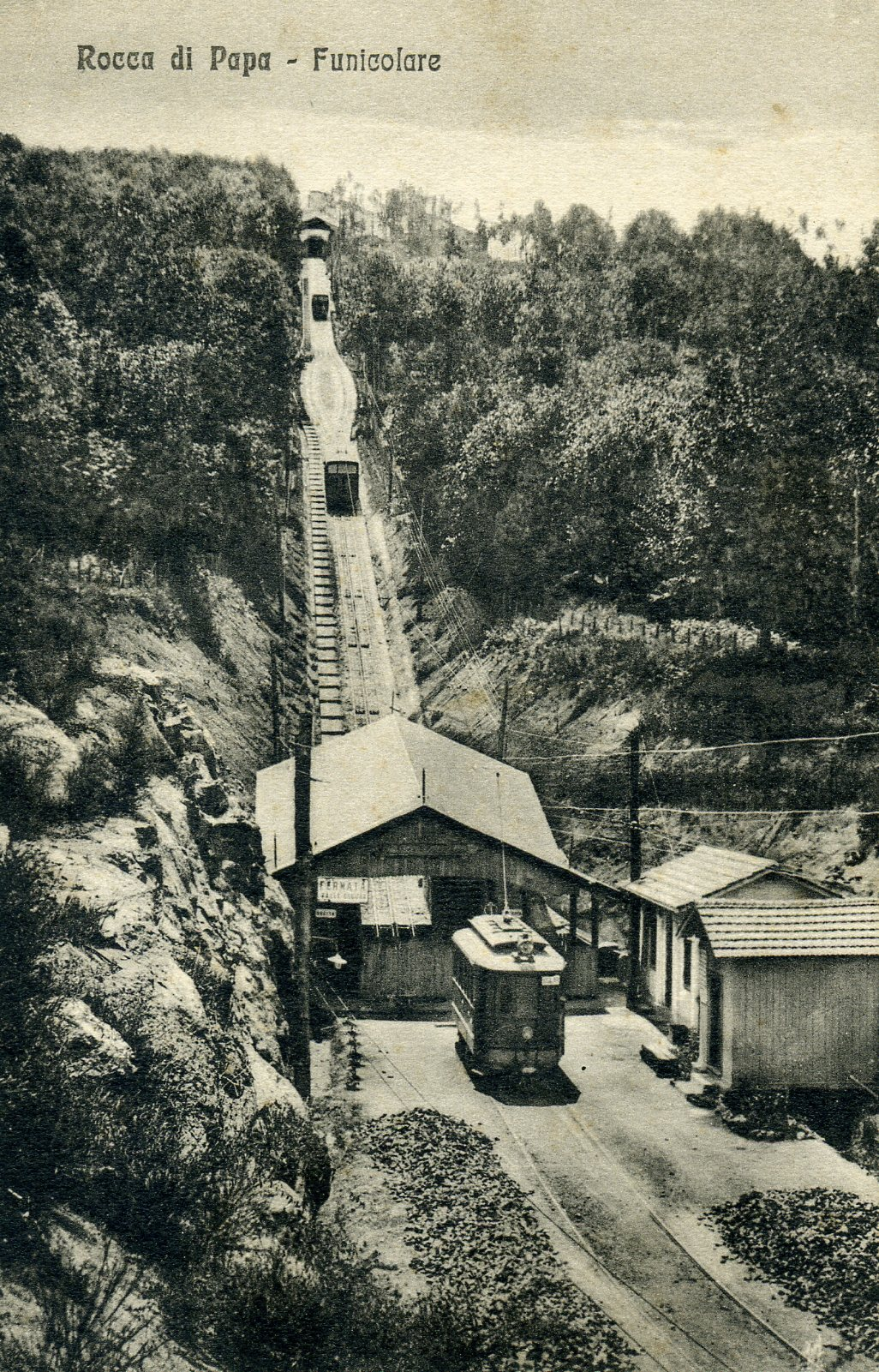
La funicolare nel 1907

Il 12 agosto 1907 la S.T.F.E.R. inaugura (era già in servizio dal 10 ottobre 1906) la prima funicolare rocchigiana, di stile alpino, che collegava Valle Oscura a viale Silvio Spaventa e funzionava grazie ad un sistema di cassoni comunicanti, con il movimento fornito dai contrappesi dei medesimi mossi dall'acqua, ogni volta regolata a seconda del numero di passeggeri da trasportare.
La funicolare di Valle Oscura venne poi smantellata ed il 28 luglio 1932 fu inaugurata la funicolare elettrica, che collegava la stazione di Valle Vergine (detta anche Anello) con piazza Margherita; rimase in funzione fino al 15 dicembre 1963, per poi cedere il passo ai nuovi mezzi di trasporto. La stazione superiore, ove ora è il capolinea degli autobus, ha ancora al suo interno una cabina della funicolare elettrica, che servì al trasporto dei passeggeri per oltre 30 anni. La cabina inferiore è andata parzialmente distrutta durante un incendio nel 2003.
A seguito dell'assegnazione di uno stanziamento di 6 milioni di euro da parte della Regione Lazio per la rimessa in opera della funicolare, il 29 ottobre 2013, dopo una cerimonia alla quale ha preso parte il presidente del Lazio Nicola Zingaretti, sono iniziati i lavori per la ricostruzione dell'opera e la messa in esercizio, a oltre mezzo secolo dalla dismissione. Il progetto prevede la ricostruzione della funicolare sul vecchio sito, la costruzione di opere accessorie e quella ex-novo di una strada che colleghi la stazione con la strada che congiunge Rocca di Papa alla vicina Grottaferrata.

### Mobilità urbana
I trasporti urbani e interurbani di Rocca di Papa vengono svolti con autoservizi di linea gestiti da COTRAL.

## Amministrazione

Il gonfalone comunale

Questa tabella raccoglie gli incarichi a sindaco della Città di Rocca di Papa dalla Proclamazione della Repubblica ad oggi.

### Gemellaggi
- Landsberg am Lech, dal 1989
- Diamante, dal 2010 (patto d'amicizia)

### Altre informazioni amministrative
- Fa parte della Comunità montana Castelli Romani e Prenestini.

## Sport

### Atletica leggera
- Podistica Rocca di Papa.[131]
- AS Atletica Rocca di Papa.[131]

### Calcio
La principale compagine calcistica del comune era l'Unione Sportiva Canarini Rocca di Papa, costituita nel 1926. I colori societari erano il giallo ed il blu.
Il 5 luglio 2012 i Canarini si uniscono ufficialmente alla Diana Nemi dando vita all'Asd Rocca di Papa-Nemi, che militerà nel campionato di Eccellenza.
Nel luglio 2012 torna il nome Canarini sulle maglie dei Piccoli Calciatori Roccheggiani, un gruppo di imprenditori guidati dallo storico presidente Ezio Valente dà vita alla A.S.D. Nuova Canarini Rocca di Papa 1926, la nuova società riparte dalla scuola calcio che porta il nome del campione del mondo Marco Amelia.
Ad agosto viene pubblicato il sito web di riferimento per il calcio roccheggiano. Nella stagione successiva il Presidente Valente affida la società alla guida di Gennaro Draicchio che stipula un accordo con la A.S. Roma che riporta la Scuola Calcio ed il settore giovanile Rocchegiani ad un ottimo livello.
Nel 2022 la Polisportiva Canarini Rocca di Papa 1926 milita nel Campionato di prima categoria Laziale

### Calcio a 5
La locale squadra è la Polisportiva Rocca di Papa calcio a 5 1989, una delle più longeve società della regione, che milita nel campionato di serie C1 avendo vinto la scorsa stagione il proprio girone di serie C2. I colori sociali dei "Draghi" sono il bianco verde e la maglia a strisce orizzontali è ispirata a quella del Celtic Glasgow.
La squadra termina le sue attività nella stagione 2016/2017.

### Ciclismo
Nel 1932 vennero ospitati i Campionati Mondiali di ciclismo. Nel Giro d'Italia 1952, la 5ª tappa della XXXV edizione del Giro (tenutasi giovedì 22 maggio) previde una breve cronometro, con partenza da Roma e arrivo da Rocca di Papa, passando per Rocca Priora, per un totale di 35 chilometri. La cronotappa venne vinta da Fausto Coppi (che alla fine risulterà vincitore del giro) con il tempo di 1h 01m 26s, il quale precedette di 32 secondi Giancarlo Astrua, divenuto dopo la tappa Roma-Rocca di Papa maglia rosa.
Oggi il paese fa parte del circuito di gara del Giro del Lazio, e rappresenta una delle tappe più impegnative, il Gran Premio della Montagna di Rocca di Papa.

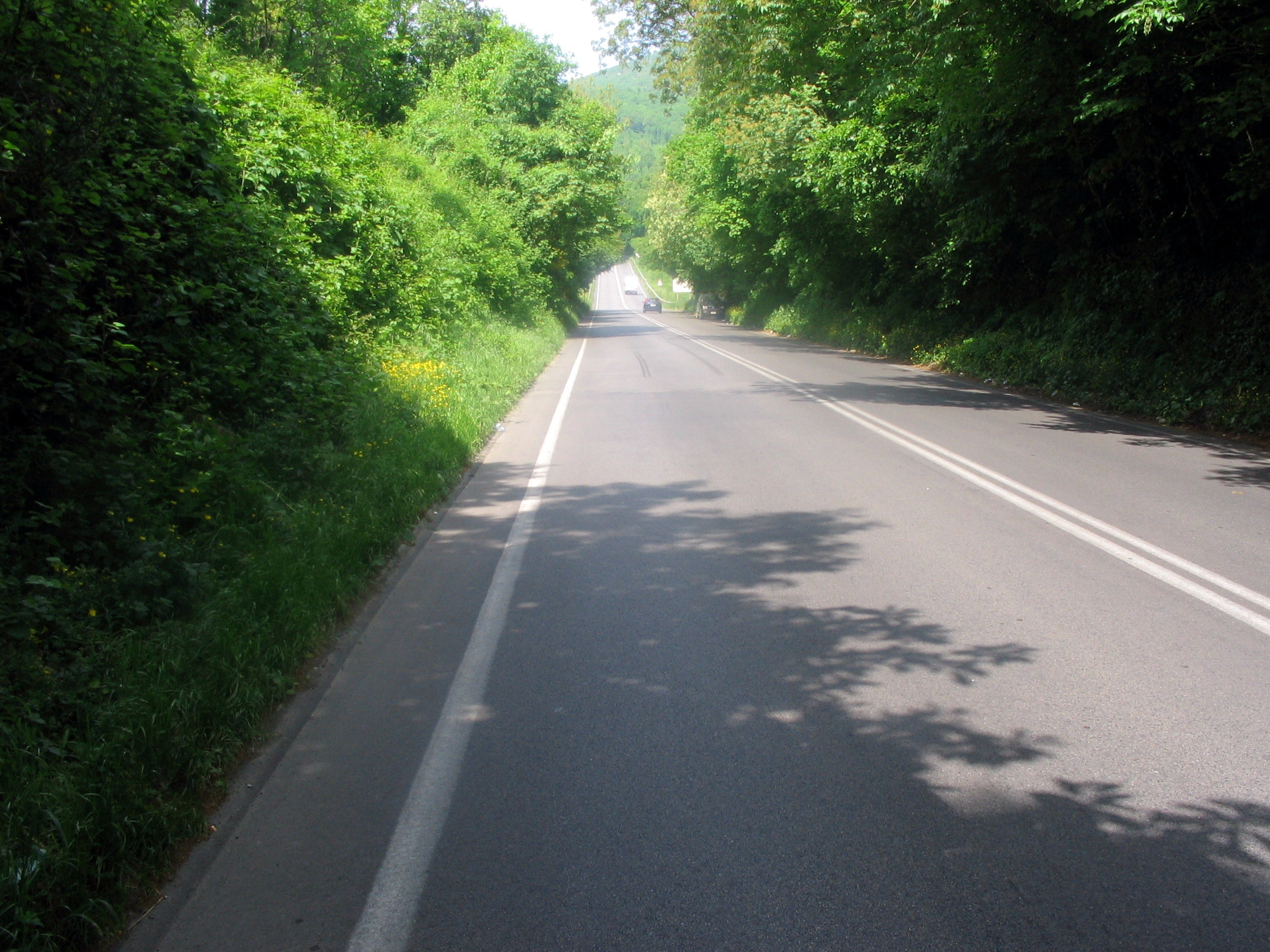
La strada provinciale tra Ariccia e Rocca di Papa, che presenta il curioso fenomeno della salita in discesa.

### Equitazione
In località Pratoni del Vivaro fin dal 1959 sorge il centro equestre federale del Comitato olimpico nazionale italiano, utilizzato la prima volta in occasione delle Olimpiadi di Roma del 1960. La FISE sta completando, sia pur fra notevoli perplessità, l'acquisizione del centro sportivo dal CONI. Nel 2006 il Ministero per i Beni e le Attività Culturali ha finanziato la creazione, presso il centro federale, del Museo del Cavallo Sportivo.
Nel 2007, ha preso parte ai Campionati Europei di Concorso Completo svoltisi ai Pratoni del Vivaro anche Zara Phillips, figlia della principessa Anna Mountbatten-Windsor e nipote di Elisabetta II, Regina del Regno Unito.
Nell'edizione 2008 del Saggio delle Scuole, classico appuntamento ippico organizzato dalla FISE a fine stagione, la scuola federale rocchigiana si è classificata al terzo posto.
Nel mese di settembre 2022, gli impianti del Vivaro hanno ospitato i Campionati mondiali di concorso completo.

### Impianti sportivi
Il principale impianto sportivo del comune di Rocca di Papa è lo Stadio Comunale Gavini Lionello, costruito in località Campi d'Annibale nel 2003. Lo stadio ha una capacità di 800 posti su tribuna scoperta, con un campo in manto erboso sintetico vasto 105 × 61 m.
Nello stesso impianto dal 2008 sorge un adiacente campo da gioco a 8 in sintetico utilizzato per le attività della Scuola Calcio del Real Rocca di Papa e dei Canarini Rocca di Papa.